# Derby di Roma
Il derby di Roma è la stracittadina calcistica che mette di fronte la Lazio e la Roma, le due principali società della capitale d'Italia. La sfida, colloquialmente detta anche derby della Capitale, derby del Campidoglio o derby del Cupolone, in riferimento alla cupola di San Pietro, costituisce uno dei derby più accesi d'Italia, a causa della forte rivalità che intercorre tra le rispettive tifoserie. Il derby ha acquisito maggiore prestigio internazionale alla fine degli anni 1990, grazie all'ottimo andamento delle contendenti che in quegli anni disponevano di due formazioni altamente competitive e dalla metà degli anni 2000 rimane una delle partite di calcio più seguite al mondo, tanto da essere trasmessa in oltre 170 nazioni di ogni continente.
La sfida tra le due squadre rappresentò, almeno inizialmente, la contrapposizione di due diversi schieramenti: la Lazio fu fondata, come società podistica, nel 1900 sotto quella che sarebbe diventata, tre anni dopo, piazza della Libertà, in quello che si sarebbe poi trasformato nel rione Prati, dove abitavano gli impiegati del nuovo stato unitario. La società, che costituì ufficialmente il suo settore calcistico nel 1910, sebbene avesse iniziato a praticare la disciplina ufficiosamente fin dal 1901, scelse come campo di gioco Piazza d'Armi nel Rione Prati (dal 1901 al 1905), poi il Parco dei Daini all'interno di Villa Borghese (1906-1913), e successivamente lo stadio della Rondinella al Flaminio, quartiere della medio-alta borghesia cittadina. La Roma, invece, nacque nel 1927 da una fusione di tre società per mano di Italo Foschi, seguendo le direttive della Carta di Viareggio. La Roma giocò per tre campionati, dal 1927 al 1930, al motovelodromo Appio sito nel quartiere Tuscolano, disputando la prima gara il 17 luglio 1927, vinta contro gli ungheresi dell'Újpest; nel frattempo la società giallorossa aveva provveduto alla costruzione di un nuovo impianto, il campo Testaccio sito nell'omonimo rione popolare, nel quale si trasferì nel novembre del 1929.
Colori sociali e stemmi marcarono subito la distinzione fra i due club: per i biancazzurri le tinte furono quelle della bandiera della Grecia, patria dei primi Giochi olimpici, scegliendo come stemma l'aquila imperiale, uno dei simboli delle legioni romane. Di segno opposto la scelta della Roma, che attinse i colori giallorossi da quelli della città (il rosso porpora e il giallo oro del gonfalone del Campidoglio) con il simbolo della Lupa capitolina.

## Storia

### Dal primo derby all'abbattimento del Campo Testaccio (1929-1940)

Le formazioni prima del fischio d'inizio del primo derby

Sebbene, agli albori del calcio romano, la Città Eterna sia stata teatro del "1º Campionato di Calcio del Lazio", con la partecipazione di squadre ormai scomparse, come la Ginnastica Roma, il primo derby della Capitale, che vedeva contrapposte la Lazio e la Roma, si disputò l'8 dicembre del 1929 alla Rondinella. Lo scontro tra le due squadre si rivelò fin dall'inizio carico di rivalità e tensioni. L'astio tra le compagini era dovuto anche al fatto che in precedenza, nel 1927, la Lazio non confluì nella fusione che avrebbe portato alla nascita dell'Associazione Sportiva Roma. La tifoseria romanista, infatti, vantava anche la presenza di tifosi appartenuti alle tre squadre di Alba, Roman e Fortitudo, che avevano appunto costituito la Roma, e anche in virtù di questo, si rivelò nettamente più numerosa di quella laziale, tanto da far sembrare i biancazzurri quasi degli ospiti nel proprio stadio. Alla prevalenza numerica romanista in quel primo incontro tra le due compagini cittadine dovette contribuire anche il timore nutrito dai supporter laziali, per lo più di estrazione borghese, nei confronti della tifoseria avversaria, dal profilo sociale più popolare e ritenuta forse portatrice della tradizionale turbolenza attribuita agli abitanti dell'Urbe. Un altro motivo della passione e dell'immediato e popolare seguito suscitati dai giallorossi è dovuto all'esplicito richiamo del club alla romanità, espresso anche dal nome, dal simbolo e dai colori sociali. La Lazio, invece, che all'epoca contava circa un quinto dei sostenitori giallorossi, manifestava certi atteggiamenti percepiti come snobistici e sentiti estranei alla tradizione romana, contribuendo ad alienarle la simpatia di molti sportivi capitolini. A causa delle tensioni e degli scontri avvenuti nei derby precedenti la fondazione della Roma, si era persino pensato di non far disputare l'incontro. La partita si giocò ugualmente, e fu vinta dalla Roma grazie a una rete a metà del secondo tempo di Rodolfo Volk, che insaccò la palla nella rete laziale davanti ai 15 000 spettatori. Nel girone di ritorno si giocò il primo derby al Campo Testaccio, conclusosi nuovamente con una vittoria dei giallorossi (3-1) che si imposero nettamente sui concittadini, i quali, dopo essere andati in vantaggio all'8' con Pastore, subirono i gol di Bernardini e Volk nel primo tempo, e di Chini nel secondo. Nel finale di stagione la Roma, battendo all'ultima giornata il Padova per 8-0, evitò alla Lazio di dover affrontare lo spareggio salvezza contro la Triestina: al termine della partita, insieme ai romanisti, furono molti i laziali presenti allo stadio, tra cui la dirigenza biancoceleste, che festeggiarono la vittoria della Roma.

Benito Mussolini assiste al secondo derby della Capitale, vinto per 3-1 dalla squadra giallorossa

Nella stagione 1930-1931 si ebbe il primo pareggio tra le due squadre, quando nella partita di andata, giocata sotto gli occhi di Mussolini, il risultato venne fissato sull'1-1, nonostante un dominio di gioco da parte dei laziali. Dopo la partita di beneficenza giocata il 22 febbraio 1931, in cui la Roma sconfisse per 4-1 la Lazio allo Stadio del Partito Nazionale Fascista, la partita di ritorno di campionato si chiuse nuovamente in pareggio, questa volta sul risultato di 2-2. I tifosi di ambedue le squadre rimasero scontenti, e dopo uno screzio in campo tra un dirigente laziale e De Micheli, il confronto fra le tifoserie sfociò in una vera e propria rissa con tanto di invasione di campo. Il comportamento di giocatori e tifosi costò alle due squadre la squalifica del campo per una giornata: la stessa sorte toccò ad alcuni giocatori ai quali furono inflitte le relative ammende.
Nella stagione 1931-1932 la Roma vinse il derby sia all'andata (2-0) che al ritorno (1-4). Ma è in questa stagione che la Lazio ottenne il suo primo successo, seppur al di fuori di una gara ufficiale, il 26 giugno 1932 nella finale della Coppa Fornari. La stagione successiva il confronto stracittadino vide il prevalere dei biancocelesti, che conquistarono la loro prima vittoria in gare ufficiali; la partita terminò 2-1, e per la Roma andò a segno Volk, che stabilì il record, tuttora imbattuto, di reti consecutive nei derby di campionato, essendo andato a segno per ben sette volte. La stagione si chiuse con un nuovo incontro, nel girone di ritorno, il 26 marzo 1933, che terminò 3-1 per i giallorossi.

Sclavi, il portiere della Lazio, tenta invano di respingere il tiro di Tomasi nell'azione del primo dei tre gol realizzati dall'attaccante giallorosso nel 5-0 del 1º novembre 1933

La stagione 1933-1934 vide affrontarsi le due squadre in una partita storica che rimarrà impressa nella mente dei tifosi per molto tempo: al Campo Testaccio nel girone di andata i padroni di casa travolgono la Lazio per 5-0, grazie a una tripletta di Tomasi e a una doppietta di Bernardini, rimanendo a oggi la partita con il maggior scarto di gol tra le due squadre. Il risultato schiacciante tuttavia non condizionò giocatori e pubblico, che questa volta si dimostrarono estremamente corretti, specialmente nell'occasione dell'infortunio di Del Debbio. Nella partita di ritorno, la Roma segnò tre gol nel primo quarto d'ora, e sicura della vittoria rallentò il gioco; ma la Lazio reagì e, nonostante l'inferiorità numerica, grazie alla tripletta di Demaría, agguantò il pareggio con una rimonta incredibile. Solo dopo il terzo gol dei biancocelesti la Roma ricominciò ad attaccare, senza riuscire ad andare a segno, scontrandosi per tre volte con il palo della porta avversaria. In pareggio (1-1 e 0-0), terminarono anche i due incontri della stagione successiva; in entrambi fu forte la contestazione per l'ex capitano della Roma Attilio Ferraris che, voluto fortemente dal presidente laziale Gualdi, passò a vestire la maglia biancoceleste; il contratto tra le due squadre prevedeva che il giocatore non giocasse nessuno dei due derby, pena la multa di 25 000 lire, ma Ferraris fu schierato ugualmente tra le file laziali, scatenando le contestazioni dei tifosi romanisti.

Le forze dell'ordine cercano di placare la rissa scatenatasi nel derby del 21 febbraio 1937

I derby del campionato 1935-1936, vinti dalla Roma, furono entrambi decisi con un gol nel finale da parte di Renato Cattaneo, che segnò all'89' all'andata e all'82' al ritorno, regalando ai giallorossi due vittorie consecutive. Tra le due partite, il 19 gennaio 1936, venne giocato il primo derby romano di Coppa Italia, vinto dalla Lazio, che con il risultato di 2-1 guadagnò l'accesso ai quarti di finale. Nella stagione seguente prevalsero sempre i giallorossi: all'andata con un netto 3-1, mentre al ritorno bissarono il successo con un gol realizzato da Alfredo Mazzoni. Il gol di Mazzoni scaturì da una punizione dubbia, in una partita in cui la Lazio, comunque, aveva dominato e che continuò a controllare anche dopo la rete romanista. Al termine della partita il malcontento tra i laziali crebbe, e quando Subinaghi e Viani vennero alle mani, si scatenò una rissa che costrinse le forze dell'ordine a intervenire per separare i giocatori.
Nella stagione 1937-1938 il primo incontro finì in pareggio, con la Roma che segnò nuovamente verso lo scadere, grazie alla rete di Frisoni che rispose al gol di Piola. Nel ritorno furono nuovamente i giallorossi ad aggiudicarsi il derby con il gol all'85' di Borsetti che fissò il risultato sul 2-1. I derby capitolini della stagione successiva si giocarono entrambi nel 1939: il primo vide finalmente l'affermazione della Lazio (alla seconda vittoria in campionato dopo il lontano derby del 1932), con un completo dominio dei biancocelesti che portò a un risultato di 2-0; il secondo vide il ritorno alla vittoria dei romanisti, che si imposero con un netto 3-1 sui concittadini. Il 7 gennaio 1940, nella stagione successiva, si giocò l'ultimo derby disputato al Campo Testaccio, che a causa delle sue ridotte dimensioni costrinse duemila tifosi a non poter assistere alla partita. Il match fu molto scorretto e terminò con due espulsioni; alla fine prevalse la Roma, grazie alla rete nel primo tempo di Campilongo. Nella partita di ritorno fu invece la Lazio a vincere di misura, con il gol nel primo tempo di Flamini, pur giocando con numerose riserve. A guerra iniziata, il Campo Testaccio, che già in precedenza aveva dato segni di cedimento, venne considerato inidoneo. Così, in data 21 ottobre 1940, il campo venne definitivamente abbattuto.

### Dallo scudetto alla retrocessione della Roma (1940-1951)
Nella stagione 1940-1941 il primo derby finì in pareggio (1-1), con il dominio dei biancocelesti nel primo tempo e dei giallorossi nel secondo. Le due squadre si riaffrontarono nel girone di ritorno, in una partita estremamente delicata, in quanto entrambe le compagini erano a forte rischio retrocessione. L'incontro venne vinto dalla Lazio con un 2-0 sancito da una doppietta di Silvio Piola. Nel campionato seguente, vide la luce il primo scudetto giallorosso, che seguito da Torino e Venezia conquistò anche il titolo di campione d'inverno. Nel girone d'andata, la Roma vinse il derby in modo fortuito (2-1), con un autogol del laziale Faotto, allo scadere del tempo regolamentare. Nella partita di ritorno, con la Roma in piena lotta scudetto, la Lazio fermò i concittadini con un pareggio (1-1) favorendo il Torino, che verrà nonostante ciò scavalcato nel finale di campionato dai giallorossi, che conquisteranno (come detto sopra) il loro primo titolo.
La Roma nella stagione 1942-1943 perse il derby di andata per 3-1, in una partita completamente controllata dai biancocelesti; ma i giallorossi, campioni d'Italia in carica, risposero nel girone di ritorno, prima vincendo 1-0 in campionato e poi con un 2-1 ai quarti di finale della Coppa Italia, firmato Kriezu e Dagianti. Questo fu l'ultimo derby prima dell'armistizio di Cassibile, con il quale il Regno d'Italia cessò le ostilità contro le forze Anglo-Americane Alleate, nell'ambito della seconda guerra mondiale. Il campionato, tra il 1943 e il 1945, non si disputò, e al suo posto fu organizzato, per le squadre capitoline, il campionato romano di guerra, la cui prima edizione fu vinta dalla Lazio, e la seconda dalla Roma, rilevando un sostanziale equilibrio fra le due squadre.
Quella che uscì dalla seconda guerra mondiale fu un'Italia smembrata e distrutta. Tuttavia, durante la ricostruzione, il calcio non fu dimenticato. Le nuove istituzioni decisero di mantenerlo in vita, dividendo il campionato in due distinti gironi territoriali. Le due compagini romane presero parte al girone Centro-Sud. I rispettivi incontri videro una vittoria della Roma all'andata (2-1) e una vittoria della Lazio al ritorno (1-0), ma solo la Roma riuscì a superare il girone, disputando la finale per l'assegnazione del titolo. Nella stagione 1946-1947, a quasi due anni dalla fine delle ostilità, la massima divisione tornò a girone unico. Le due partite, giocate come nel precedente anno allo Stadio Nazionale, videro la Roma trionfare 3-0 all'andata, e un pareggio a reti inviolate al ritorno. Il declino dei giallorossi, dopo aver conquistato lo scudetto, si fece sempre più evidente, e nel campionato 1947-1948 terminò a un solo punto dalla retrocessione, con la salvezza ottenuta, in extremis, all'ultima giornata. Gli incontri tra le due squadre videro la Roma vincere all'andata (1-0), con un gol di Amadei che, dopo aver segnato, fu costretto ad abbandonare la partita per una vertebra incrinata, e al ritorno la Lazio, che si impose sui rivali per 2-0.
L'anno seguente, le romane si eguagliarono sia in campionato, dove terminarono con un distacco di due punti, sia negli scontri diretti, che terminarono entrambi in pareggio: in quello d'andata al gol di Losi rispose nel finale Magrini; nel derby di ritorno la Lazio resistette agli assalti dei giallorossi, facendo finire la partita a reti inviolate.
Un nuovo e rapido declino della squadra giallorossa si manifestò nella stagione 1949-1950. Alla sesta giornata, venne battuta per 3-1 dalla formazione laziale che si impose nettamente, e, a seguito della partita, avvennero gravi incidenti causati dal lancio di oggetti dei tifosi romanisti. Il ritorno terminò 0-0 in una partita senza grandi emozioni. La Roma concluse la stagione nella parte bassa della classifica, a pochi punti dalla retrocessione, mentre la Lazio conquistò il quarto posto. La stagione deludente dei giallorossi fu un presagio di quello che sarebbe successo l'anno seguente, quando la Roma non riuscì a piazzarsi oltre il penultimo posto e venne retrocessa; in questa stagione i derby furono entrambi vinti dalla Lazio: quello d'andata grazie a un gol di Flamini nel secondo tempo (in un incontro che sembrava destinato a finire in pareggio); quello di ritorno grazie ai gol di Sentimenti III al primo minuto (risultato il gol più veloce nella storia del derby), seguito poi da un gol di Cecconi, che fissò il punteggio sul 2 a 1 per i biancocelesti.

### Dino da Costa e la retrocessione della Lazio (1951-1961)
La Roma si classificò prima in Serie B l'anno successivo e, al suo ritorno nella massima serie, perse tre derby della stagione 1952-1953, due in campionato e uno nella finale della Coppa Messaggero. Ciò nonostante i giallorossi, neopromossi, riuscirono a risorgere dopo la retrocessione e si piazzarono, a campionato concluso, davanti ai concittadini. Impresa che riuscì anche l'anno dopo: in questa stagione il derby dell'andata finì in pareggio (1-1), mentre quello di ritorno fu vinto dalla Roma, che non vinceva un derby da ben sette anni. A fine partita ci furono violenti scontri tra i tifosi per un rigore a favore dei laziali non concesso dall'arbitro. Nella nuova stagione, nel girone di andata, ci fu nuovamente un pareggio, con i laziali in vantaggio per primi, e agganciati un minuto dopo dai giallorossi. Nella partita di ritorno la Roma fu travolta per 3-1, in un incontro in cui i laziali dominarono contro tutti i pronostici. La stagione successiva si aprì con un derby amichevole disputato durante il Trofeo Remo Zenobi, terminato 5-1 per la Roma. Tra i marcatori giallorossi ci fu Dino da Costa, attaccante brasiliano comprato dalla Roma durante il mercato estivo, che diverrà per la Lazio, nel decennio successivo, un cliente decisamente scomodo. Il primo match tra le squadre si ebbe alla quinta giornata, con una partita conclusasi a reti inviolate. Il ritorno, inizialmente rinviato a causa di una violenta nevicata su Roma, fu vinto dalla Lazio (1-0). Tra le varie discussioni che si accesero a fine gara, una verteva sull'arbitro Vincenzo Orlandini, che a detta dei giocatori della Roma li avrebbe spinti e schiaffeggiati.
Nella stagione 1956-1957 il primo incontro capitolino venne vinto dalla Roma (3-0), grazie a Pestrin e a una doppietta di Dino da Costa, alla prima realizzazione in un derby ufficiale. Al ritorno il travolgente da Costa firmò un'altra doppietta ma questa non bastò ai giallorossi per vincere. La Lazio, dopo aver accorciato le distanze grazie al gol di Selmosson, riportò il punteggio in parità. Durante la partita, un impiegato, Renato Zuccone, fu colto da una paralisi cardiaca, probabilmente causata dalla troppa emozione per il gol di Selmosson, trasportato all'ospedale, morì poche ore dopo.
Quella del 1957-1958 fu la prima stagione in cui si disputarono quattro derby, peraltro tutti in gare ufficiali; da Costa, vera bestia nera dei biancocelesti, realizzò una rete in ognuno dei quattro derby. Nel primo di campionato, la Roma vinse per 3-0, nel secondo di ritorno, ebbe la meglio la Lazio, vincendo per 2-1, con tutte e tre le reti segnate negli ultimi dieci minuti. Il terzo, nel girone eliminatorio di Coppa Italia, fu vinto nuovamente dalla Lazio (3-2), mentre quello del ritorno, il quarto della stagione, finì in pareggio (1-1). Quest'ultima, fu una partita insignificante dal punto di vista del risultato, essendo la Lazio già qualificata, ma animato dalle polemiche del passaggio clamoroso di Selmosson da una compagine all'altra. Lo svedese andò a segno nel derby d'andata della stagione successiva, con un gol che venne considerato il più bello della giornata, proprio contro la sua ex squadra e vide la Roma vincere per 3-1, con la doppietta del solito da Costa a fissare il risultato. Lojodice, Selmosson e Da Costa furono i marcatori che colpirono i laziali anche nella partita di ritorno, terminata 3-0 per i giallorossi. Con lo stesso risultato finì anche il primo derby della stagione seguente, con la doppietta di Manfredini e il gol allo scadere di Raggio di Luna Selmosson, a segno per il terzo derby consecutivo con la maglia della Roma. Nel secondo confronto stagionale sono ancora i giallorossi a vincere, aiutati anche dalla fortuna, con un gol che inizialmente venne assegnato a da Costa, per poi essere contestato e ufficializzato come autogol di Janich.
La Roma sconfisse la Lazio per la quinta volta consecutiva, e questa volta in maniera travolgente, nel campionato 1960-1961, con un 4-0 che celebrò i giallorossi in testa alla classifica e confermò il momento di profonda crisi attraversato dai biancocelesti. La partita di ritorno fu vinta per 2-1 dalla Lazio, che però concluse la stagione all'ultimo posto della classifica, retrocedendo in Serie B.

### La Lazio tra Serie A e B, fino alla conquista dello scudetto (1961-1974)

Fabio Capello batte dagli undici metri il portiere della Lazio, Michelangelo Sulfaro, nel derby del 1º marzo 1970

Nonostante la retrocessione della Lazio le strade delle due compagini si incrociarono anche nella stagione 1961-1962. Ciò avvenne il 25 aprile 1962 agli ottavi di finale di Coppa Italia; la partita, bloccata sullo 0-0 anche dopo i tempi supplementari, fu vinta ai rigori dai giallorossi per 6-4. A fine stagione la Roma si confermò squadra di valore, abitando le parti alte della classifica, mentre la Lazio non ottenne per un punto la promozione. Promozione che otterrà l'anno successivo, piazzandosi al secondo posto in Serie B. Le due squadre si poterono quindi incontrare nel campionato 1963-1964. Gli incontri finirono tutti e due in pareggio, 0-0 quello dell'andata (con i giallorossi in difficoltà contro i concittadini neopromossi), e 1-1 quello del ritorno, con la Roma che si impose sui laziali ma che fallì numerose conclusioni sotto rete. In pareggio finirono anche i due derby della stagione seguente, entrambi a reti inviolate, con le squadre bloccate dalla paura di perdere, deludendo le aspettative dei tifosi.
Alla Lazio andò il derby d'andata del campionato 1965-1966 (1-0) sbloccato grazie a una rete di D'Amato; al ritorno si ripeté lo stesso copione degli ultimi anni, con un derby a rete inviolate che deluse nuovamente i tifosi.

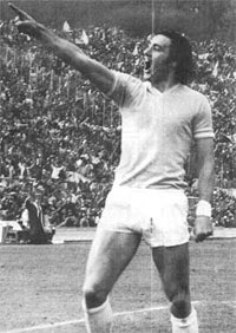
Il laziale Giorgio Chinaglia, dopo aver segnato il gol del definitivo vantaggio, corre a indicare la curva avversaria nel derby di ritorno del vittorioso campionato 1973-1974.

La Serie A 1966-1967 si aprì con la scelta di aumentare le squadre retrocesse a quattro, così da attuare, nell'anno successivo, la riforma che prevedeva una Serie A a sedici squadre. Il derby d'andata, assai vivace, terminò con il successo della Roma per 1-0; quello del ritorno, finito sul punteggio di 0-0, venne in seguito ribattezzato derby senza i fotografi, per l'assenza di questi durante l'evento. La relativa protesta va cercata nella disposizione della Federcalcio di vietare ai fotografi di stazionare, come d'abitudine, nella zona del campo appena dietro le porte di gioco. Al termine della stagione la Roma si piazzò a metà classifica, mentre la Lazio per un punto non riuscì a salvarsi, retrocedendo in Serie B per la seconda volta nella sua storia.
La Lazio, nella serie cadetta, non riuscì a ottenere la promozione, arrivando solamente 11ª. Promozione che arrivò l'anno seguente con il primo posto in Serie B. Nel frattempo si disputò un derby nel primo turno della Coppa Italia 1968-1969, che fu vinto dalla Roma per 1-0. L'incontro si disputò anche nella Coppa Italia successiva, in quello che viene ironicamente ricordato come derby della luce, poiché a pochi minuti dalla fine, con la Roma in vantaggio per 1-0, ci fu un'interruzione dell'energia elettrica che portò alla decisione di sospendere la partita, che comunque fu vinta a tavolino dai giallorossi per 2-0. Dopo due anni di assenza si tornò a disputare il derby in campionato: l'andata vide i giallorossi trionfare (2-1), il ritorno vide la Lazio andare in gol con Fortunato, e poi essere raggiunta con un rigore realizzato da Capello che destò molte polemiche da parte di giocatori e tifosi. Le due squadre capitoline, in questi anni, non riuscirono comunque ad affermarsi in classifica, terminando sempre il campionato in basse posizioni. La Lazio, nella stagione 1970-1971, finì per retrocedere nuovamente; i derby di quell'anno finirono entrambi in pareggio (1-1 e 2-2).
Nella stagione successiva, l'unica sfida disputata fu quella nel girone eliminatorio di Coppa Italia, in cui la Lazio, pur militando nella serie cadetta, ebbe la soddisfazione di battere i concittadini per 1-0; il risultato scatenò diversi tafferugli tra tifosi dopo il triplice fischio dell'arbitro. La Lazio, piazzandosi alle spalle della Ternana, ottenne subito la promozione e l'anno successivo, da neopromossa, condusse un campionato incredibile, classificandosi terza alle spalle di Juventus e Milan. I derby furono entrambi vinti dalla travolgente Lazio (1-0 e 2-0) che lottò fino alla fine per lo scudetto. Successo che raggiunse nel successivo campionato, in cui si aggiudicò per la prima volta nella sua storia il titolo nazionale, vincendo nuovamente entrambi i confronti con i giallorossi: 2-1 in favore dei laziali fu il risultato sia dell'andata che del ritorno, contro una Roma che venne definita «una squadra da fondo classifica» dal centravanti laziale Giorgio Chinaglia, peraltro autore nella stracittadina del 31 marzo 1974 di un'esultanza rimasta nella storia del calcio capitolino, con «quel dito puntato verso la curva giallorossa».

### La Roma con le grandi, la Lazio in coda (1975-1992)

L'irriverente striscione esposto dalla curva biancoceleste nel derby del 18 marzo 1979 recita lo sfottò in dialetto romanesco «Ve' mannamo in B».

Chinaglia fu smentito l'anno successivo, dove entrambe le squadre si affermarono nella parte alta della classifica, e la Roma sconfisse in tutti e tre i derby disputati la compagine laziale. La stagione seguente vide un calo delle due squadre, con la Roma che si mantenne comunque sopra i biancocelesti; i due derby finirono in pareggio (1-1 e 0-0). La supremazia giallorossa sembrò invertirsi nel campionato 1976-1977: questa volta fu la Lazio a posizionarsi nella parte alta della classifica. I derby, però, furono spartiti equamente: quello d'andata fu dominato dalla Roma ma vinto dalla Lazio con un gol del giovane ma già affermato Bruno Giordano, mentre quello di ritorno vide il dominio laziale ma il successo della Roma, grazie a un gol del giovane e promettente Bruno Conti.
Nella stagione successiva, i due derby furono definiti alla camomilla e si risolsero entrambi in pareggio e senza emozioni (0-0 e 1-1). Il sostanziale equilibrio, mostrato in entrambe le gare, si manifestò ugualmente in campionato, tanto che nella classifica finale furono due i punti di vantaggio in favore della Roma.
La situazione si ribaltò nel 1978-1979, quando fu la Lazio a fine stagione a trovarsi di poco sopra i concittadini. Il primo derby, seppur acceso, si concluse a reti inviolate, mentre il secondo fu vinto dai biancocelesti per 2-1. Questa fu l'ultima stagione in cui i laziali riuscirono a superare (a campionato finito) i romanisti in classifica, prima di un lungo periodo che durerà fino alla stagione 1992-1993; dal 1980 in avanti si creerà un divario tra le due compagini, con la Roma nelle posizioni al vertice della classifica e la Lazio nella zona bassa, arrivando persino a retrocedere.
La partita d'andata della stagione 1979-1980 fu la più drammatica che la sfida stracittadina ricordi, essendo una delle pagine più buie dell'intera storia del calcio italiano. Un razzo nautico sparato da un tifoso della Curva Sud causò la morte di Vincenzo Paparelli, giovane sostenitore laziale. La partita, che si giocò in un clima surreale di estrema tensione, terminò in pareggio (1-1). La partita di ritorno fu disputata nel bel mezzo del polverone alzato dallo scandalo del calcioscommesse del 1980, e fu vinta dalla Roma per 2-1. La Roma vinse la Coppa Italia e arrivò settima in campionato, mentre la Lazio, arrivata quartultima, venne retrocessa a causa degli illeciti sportivi.

Il romanista Bruno Conti e il laziale Bruno Giordano si salutano prima del derby del 2 marzo 1980

Nel frattempo, la Roma raccolse nella stagione 1982-1983 il suo secondo scudetto, superando la Juventus di Michel Platini e compagni. La stagione seguente Lazio e Roma si sfidarono nuovamente, in quello che fu denominato il derby amico, in virtù di un confronto tra le due società che mancava da ben tre anni. Le tifoserie, infatti, si scatenarono con vivaci e colorate coreografie. La partita, in un clima di festa, fu vinta dai giallorossi per 2-0; nella partita di ritorno, con un pareggio per 2-2, la Lazio fermò il cammino della Roma nella sfida scudetto contro la Juventus. La Lazio neopromossa, tuttavia, faticò ad affermarsi nel campionato, e mentre la Roma combatteva per il primo posto, la compagine biancoceleste lottava per non retrocedere. Retrocessione che non riuscì a evitare l'anno successivo, arrivando penultima; i derby, finiti entrambi con dei deludenti pareggi (0-0 e 1-1), furono contraddistinti dalla mancanza di gioco e fair play, in particolare quello di ritorno che sfociò in una rissa. L'unico derby che vide una netta supremazia fu quello disputato a inizio stagione nel girone di qualificazione di Coppa Italia, vinto 2-0 dalla Roma.

Vincenzo D'Amico batte dal dischetto il romanista Franco Tancredi e porta la neopromossa Lazio sul momentaneo doppio vantaggio contro i campioni d'Italia uscenti, nel derby del 26 febbraio 1984 (2-2)

La Lazio tornò in Serie A solamente nella stagione 1988-1989, riuscendo a sconfiggere gli eterni rivali grazie al primo gol nella massima divisione del giovane Paolo Di Canio, che riportò la sua squadra alla vittoria dopo ben dieci anni Il ritorno terminò sullo 0-0, tra le polemiche per il primo derby in maglia giallorossa di Lionello Manfredonia, passato da una parte all'altra del Tevere, e con la consapevolezza da parte di entrambe le squadre di non essere competitive come le compagini milanesi. Nella stagione 1989-1990 entrambe le squadre dimostrarono, nuovamente, di essere lontane da qualsiasi ambizione scudetto, con la Roma che riuscì comunque a qualificarsi per le competizioni europee. Il derby d'andata finì 1-1, con la Lazio che in dieci uomini sfiorò la vittoria, venendo però raggiunta da una rete allo scadere del regista della nazionale Giannini. Al ritorno, la Roma trovò la vittoria nel derby che mancava da sette anni, grazie a un gol di Rudi Völler. Dall'incontro successivo del 2 dicembre 1990, e fino a quello d'andata della stagione 1993-1994, la stracittadina romana assistette alla più lunga striscia di pareggi consecutivi che si ricordi, ben sette. Ciononostante la Lazio del capocannoniere Giuseppe Signori, nella stagione 1992-1993, concluse, dopo oltre dieci anni, la stagione davanti ai concittadini romanisti.

### Ilpokerbiancoceleste e uno scudetto a testa (1993-2004)

Stretta di mano tra i compagni di nazionale Karl-Heinz Riedle e Rudi Völler nel derby del 6 ottobre 1991

Il 18 agosto 1993 si disputò il torneo Dino Viola allo stadio Olimpico un triangolare che fu vinto dalla Lazio che batté la Roma per 1 a 0 con reti di Signori su rigore. Dopo una lunga serie di pareggi, si giunse al primo derby vinto dalla Lazio, che in casa andò a segno con Beppe Signori, mentre per la Roma il capitano Giannini sbagliò un calcio di rigore e fu fortemente criticato dal presidente Sensi. Questo fu il primo derby disputato da Francesco Totti, futuro recordman di presenze nell'intera storia del derby capitolino. Nella stagione successiva, le vittorie furono spartite in egual misura: 3-0 per la Roma di Carlo Mazzone e 2-0 per la Lazio di Zdeněk Zeman. Il primo derby del campionato 1995-1996 finì senza reti, mentre il secondo fu deciso da un fallo di mano di Lanna allo scadere, che provocò il rigore realizzato da Signori, in seguito espulso. Dopo i due pareggi della stagione 1996-1997 (0-0 e 1-1), arrivò il filotto – tuttora ineguagliato – di Sven-Göran Eriksson, che alla guida della Lazio vinse quattro derby in un'unica stagione, tra campionato e Coppa Italia.
Alle porte del nuovo millennio le due squadre ritrovarono il prestigio perduto, tornando a combattere per le prime posizioni: di conseguenza, anche la stracittadina acquistò maggiore importanza. La prima del campionato 1998-1999 fu un esempio di grande spettacolo, con la Roma che in dieci uomini riuscì a rimontare due gol alla Lazio, portando il risultato sul 3-3. Nella gara di ritorno dell'11 aprile 1999 Zeman si prese la rivincita sulla sua ex squadra vincendo 3-1 con la doppietta di Marco Delvecchio e il gol di Totti allo scadere: il capitano romanista festeggiò mostrando una maglia donatagli da un tifoso e rimasta poi celebre, recante lo sfottò «Vi ho purgato ancora».
Nella sfida seguente (21 novembre 1999) la Lazio subì quattro gol in mezz'ora, e la partita vide la netta affermazione per 4-1 della Roma. Nella sfida di ritorno i biancocelesti si imposero per 2-1, riuscendo anche nell'impresa di rimontare nove punti alla capolista Juventus e aggiudicarsi così il loro secondo scudetto.

Il capitano laziale Alessandro Nesta, l'arbitro Daniele Tombolini e il capitano romanista Francesco Totti posano per i fotografi prima del derby del 21 novembre 1999.

Il successo della Lazio non fu un caso isolato. Infatti, la Roma rispose immediatamente vincendo il suo terzo scudetto l'anno successivo, anch'essa dopo aver avuto la meglio sulla Juventus, con l'approdo tra le proprie file del calciatore argentino Gabriel Omar Batistuta. Il derby d'andata fu deciso dall'autorete di Negro che consegnò la vittoria alla Roma; il ritorno terminò sul risultato di 2-2, in un derby giocato fino all'ultimo respiro, in cui la Lazio riacciuffò i concittadini allo scadere con il gol di Lucas Castromán. Nella stagione 2001-2002 i giallorossi dominarono entrambe le stracittadine, vincendo 2-0 all'andata e addirittura 5-1 al ritorno: in questa occasione Vincenzo Montella realizzò la prima – e finora unica – quaterna nella storia del derby; chiuse l'incontro Francesco Totti con uno dei suoi gesti balistici più famosi: il cucchiaio.
Nella stagione seguente entrambe le sfide finirono in parità (2-2 e 1-1). Le due compagini si scontrarono anche nelle semifinali di Coppa Italia: entrambi i match furono vinti dai giallorossi che ottennero la qualificazione alla finale, poi persa contro il Milan. Nella stagione 2003-2004 l'andata se la aggiudicò la Roma, grazie a una prodezza di tacco di Amantino Mancini e al raddoppio di Emerson; il derby di ritorno, disputato inizialmente il 21 marzo 2004, venne sospeso all'inizio del secondo tempo dopo le incessanti richieste dei tifosi, in base alla falsa notizia della morte di un ragazzo fuori dallo stadio, diffusasi nella Curva Sud. La partita, recuperata esattamente un mese dopo, terminò 1-1 con le marcature di Bernardo Corradi e Totti.

### Lamanitagiallorossa e il trionfo biancazzurro nella finale di Coppa Italia (2004-)

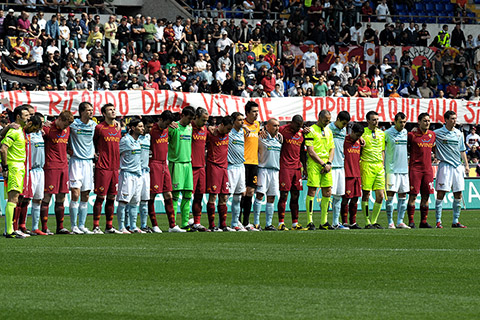
I giocatori manifestano solidarietà alle vittime del terremoto in Abruzzo nel derby di ritorno dell'11 aprile 2009

Il primo derby della stagione successiva fu vinto 3-1 dalla Lazio, trascinata da Paolo Di Canio che tornò dopo sedici anni a segnare nel derby, provocando non poche polemiche per l'esultanza con il saluto romano sotto la curva romanista, durante i festeggiamenti post-partita. La partita di ritorno fu sommersa da altre critiche: terminata a reti inviolate, la gara fu considerata un biscotto da entrambe le tifoserie, che si unirono in cori impietosi verso tutti i giocatori. Seguì il derby del 23 ottobre 2005, finito 1-1, in cui l'arbitro Paparesta venne colpito sul volto da una monetina lanciata dalla Tribuna Tevere. Il match di ritorno si concluse a favore dei giallorossi (0-2), che con questo successo stabilirono anche l'allora record assoluto di undici vittorie consecutive in Serie A.
Nell'estate del 2006 la Lazio venne coinvolta nello scandalo di Calciopoli: questo non impedì ai biancocelesti di travolgere i concittadini, con un secco 3-0, nel primo derby della stagione 2006-2007. Il ritorno terminò invece senza reti. Nelle due annate successive i derby vennero spartiti equamente tra le due squadre (due vittorie laziali e due romaniste) mentre, dal 6 dicembre 2009 al 13 marzo 2011, prima sotto la guida di Claudio Ranieri e poi di Vincenzo Montella, la Roma conquistò cinque successi consecutivi tra campionato e Coppa Italia.

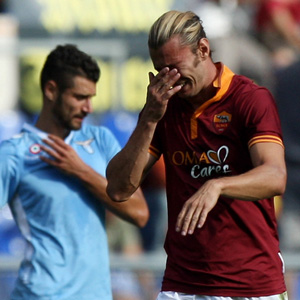
Il romanista Federico Balzaretti si lascia andare a un pianto di gioia, dopo aver segnato al derby del 22 settembre 2013

La Lazio negli anni seguenti provò a replicare, vincendo tre gare di fila ma arrestandosi nel derby dell'8 aprile 2013, terminato 1-1. Sempre nella stessa stagione, però, i biancocelesti ottennero un risultato storico battendo, il 26 maggio 2013, la Roma per 1-0 grazie alla rete decisiva, al 71' minuto, di Senad Lulić, in occasione della finale di Coppa Italia disputatasi allo Stadio Olimpico: non era mai accaduto, nella lunga storia del derby capitolino, che le due squadre si scontrassero nell'ultimo atto di una competizione ufficiale.
Nella stagione 2013-2014 la Roma tornò alla vittoria grazie alle reti di Federico Balzaretti e Adem Ljajić; tale successo risulterà il quarto dei dieci con cui i giallorossi aprirono il campionato, mentre la sfida di ritorno finì 0-0. Nella stagione seguente il derby d'andata venne pareggiato per 2-2: in questa occasione Francesco Totti ha messo a segno una doppietta che gli ha permesso di diventare il giocatore con più gol nei derby "ufficiali". Al ritorno, nella penultima giornata di Serie A, Roma e Lazio si giocarono il secondo posto in campionato, valido per la qualificazione diretta in Champions League senza passare per i preliminari. Il cosiddetto Derby per la Champions fu vinto dai giallorossi per 2-1, con la rete decisiva di Mapou Yanga-Mbiwa a pochi minuti dalla fine.
Tra la stagione 2015-2016 e la successiva la Roma allungò la striscia di vittorie consecutive a quattro; questa striscia si interruppe il 1º marzo 2017, quando la Lazio si impose per 2-0 nella semifinale d'andata di Coppa Italia, tornando alla vittoria nella stracittadina dopo quattro anni ed estromettendo i rivali dalla competizione, anche in virtù dell'ininfluente sconfitta per 3-2 nella partita di ritorno. Il passaggio di turno in Coppa Italia fu per la Lazio il preludio del ritorno alla vittoria anche in campionato, il 30 aprile successivo, quando si impose sulla Roma per 3-1 in quello che per Francesco Totti fu l'ultimo derby prima del ritiro. Nella stagione 2017-18 il bilancio è stato favorevole alla Roma, vittoriosa all'andata per 2-1, mentre al ritorno le due squadre capitoline si sono fermate sullo 0-0. Nella stagione 2018-19 all'andata la Roma si è imposta con un netto 3-1, ma al ritorno la Lazio ha vinto con un rotondo 3-0, una sconfitta molto dolorosa per i giallorossi: alla caduta nel derby sono seguiti, quattro giorni più tardi, l'eliminazione agli ottavi di Champions League e l'esonero dell'allenatore Eusebio Di Francesco.
Dopo una stagione in cui i due derby terminarono 1-1 sia all'andata sia al ritorno, le stracittadine della stagione 2020-21, ricordate anche per l'insolita cornice di un Olimpico deserto a causa delle restrizioni per la pandemia di COVID-19, vedono un successo 3-0 all'andata per la Lazio e una vittoria per 2-0 al ritorno per la Roma. Nella stagione 2022-23 la Lazio guidata da Maurizio Sarri torna a vincere tutti e due i derby di campionato; l'ultimo precedente risaliva all'annata 2011-12, con Edoardo Reja in panchina.

## Lista dei risultati

### Partite ufficiali
| Nº  | Data       | Stadio                  | Competizione                  | In casa | Risultato       | In trasferta | Marcatori Lazio                                          | Marcatori Roma                                        |
| --- | ---------- | ----------------------- | ----------------------------- | ------- | --------------- | ------------ | -------------------------------------------------------- | ----------------------------------------------------- |
| 1   | 08/12/1929 | Stadio della Rondinella | Serie A 1929-1930             | Lazio   | 0 - 1           | Roma         |                                                          | 78' Volk                                              |
| 2   | 04/05/1930 | Campo Testaccio         | Serie A 1929-1930             | Roma    | 3 - 1           | Lazio        | 8' Pastore                                               | 20' Bernardini, 44' Volk, 68' Chini                   |
| 3   | 07/12/1930 | Campo Testaccio         | Serie A 1930-1931             | Roma    | 1 - 1           | Lazio        | 34' Foni                                                 | 76' Volk                                              |
| 4   | 24/05/1931 | Stadio Nazionale        | Serie A 1930-1931             | Lazio   | 2 - 2           | Roma         | 30' Pastore, 61' Fantoni I                               | 49' Volk, 88' Bodini II                               |
| 5   | 06/12/1931 | Campo Testaccio         | Serie A 1931-1932             | Roma    | 2 - 0           | Lazio        |                                                          | 51' Volk, 55' Eusebio                                 |
| 6   | 01/05/1932 | Stadio Nazionale        | Serie A 1931-1932             | Lazio   | 1 - 4           | Roma         | 34' Fantoni I                                            | 3' Chini, 48' Volk, 54', 59' Costantino               |
| 7   | 23/10/1932 | Stadio Nazionale        | Serie A 1932-1933             | Lazio   | 2 - 1           | Roma         | 4' Demaría, 83' Castelli                                 | 18' Volk                                              |
| 8   | 26/03/1933 | Campo Testaccio         | Serie A 1932-1933             | Roma    | 3 - 1           | Lazio        | 79' Demaría                                              | 20' Costantino, 53' Fasanelli, 86' Eusebio            |
| 9   | 01/11/1933 | Campo Testaccio         | Serie A 1933-1934             | Roma    | 5 - 0           | Lazio        |                                                          | 18', 31', 55' Tomasi, 49', 89' Bernardini             |
| 10  | 11/03/1934 | Stadio Nazionale        | Serie A 1933-1934             | Lazio   | 3 - 3           | Roma         | 31', 42', 83' Demaría                                    | 8' Bernardini, 10' Costantino, 15' Guaita             |
| 11  | 18/11/1934 | Campo Testaccio         | Serie A 1934-1935             | Roma    | 1 - 1           | Lazio        | 72' (rig.) Piola                                         | 61' (rig.) Guaita                                     |
| 12  | 31/03/1935 | Stadio Nazionale        | Serie A 1934-1935             | Lazio   | 0 - 0           | Roma         |                                                          |                                                       |
| 13  | 13/10/1935 | Stadio Nazionale        | Serie A 1935-1936             | Lazio   | 0 - 1           | Roma         |                                                          | 89' Cattaneo                                          |
| 14  | 19/01/1936 | Stadio Nazionale        | Coppa Italia 1935-1936        | Lazio   | 2 - 1           | Roma         | 27' Piola, 35' Camolese                                  | 77' Gadaldi                                           |
| 15  | 16/02/1936 | Campo Testaccio         | Serie A 1935-1936             | Roma    | 1 - 0           | Lazio        |                                                          | 82' Cattaneo                                          |
| 16  | 18/10/1936 | Campo Testaccio         | Serie A 1936-1937             | Roma    | 3 - 1           | Lazio        | 9' Busani                                                | 29', 89' Di Benedetti, 62' Serantoni                  |
| 17  | 21/02/1937 | Stadio Nazionale        | Serie A 1936-1937             | Lazio   | 0 - 1           | Roma         |                                                          | 52' Mazzoni                                           |
| 18  | 03/10/1937 | Stadio Nazionale        | Serie A 1937-1938             | Lazio   | 1 - 1           | Roma         | 22' Piola                                                | 88' Frisoni                                           |
| 19  | 06/02/1938 | Stadio Nazionale        | Serie A 1937-1938             | Roma    | 2 - 1           | Lazio        | 17' Camolese                                             | 7' Michelini, 85' Borsetti                            |
| 20  | 15/01/1939 | Campo Testaccio         | Serie A 1938-1939             | Roma    | 0 - 2           | Lazio        | 3' Zacconi, 39' Busani                                   |                                                       |
| 21  | 21/05/1939 | Stadio Nazionale        | Serie A 1938-1939             | Lazio   | 1 - 3           | Roma         | 12' Capri                                                | 3' Michelini, 5' Coscia, 42' Bonomi                   |
| 22  | 07/01/1940 | Campo Testaccio         | Serie A 1939-1940             | Roma    | 1 - 0           | Lazio        |                                                          | 5' Campilongo                                         |
| 23  | 26/05/1940 | Stadio Nazionale        | Serie A 1939-1940             | Lazio   | 1 - 0           | Roma         | 14' Flamini                                              |                                                       |
| 24  | 24/11/1940 | Stadio Nazionale        | Serie A 1940-1941             | Roma    | 1 - 1           | Lazio        | 12' Zironi                                               | 58' Amadei                                            |
| 25  | 16/03/1941 | Stadio Nazionale        | Serie A 1940-1941             | Lazio   | 2 - 0           | Roma         | 43', 80' Piola                                           |                                                       |
| 26  | 11/01/1942 | Stadio Nazionale        | Serie A 1941-1942             | Roma    | 2 - 1           | Lazio        | 23' Piola                                                | 15' Amadei, 90' (aut.) Faotto                         |
| 27  | 24/05/1942 | Stadio Nazionale        | Serie A 1941-1942             | Lazio   | 1 - 1           | Roma         | 70' Puccinelli                                           | 8' Pantò                                              |
| 28  | 22/11/1942 | Stadio Nazionale        | Serie A 1942-1943             | Lazio   | 3 - 1           | Roma         | 32' Piola, 63' (aut.) Acerbi, 76' Koenig                 | 87' (rig.) Pantò                                      |
| 29  | 07/03/1943 | Stadio Nazionale        | Serie A 1942-1943             | Roma    | 1 - 0           | Lazio        |                                                          | 38' Amadei                                            |
| 30  | 16/05/1943 | Stadio Nazionale        | Coppa Italia 1942-1943        | Roma    | 2 - 1           | Lazio        | 66' Gualtieri                                            | 28' Krieziu, 62' Dagianti                             |
| 31  | 23/12/1945 | Stadio Nazionale        | Divisione Nazionale 1945-1946 | Lazio   | 1 - 2           | Roma         | 56' Manola                                               | 29' Urilli, 71' (aut.) Gualtieri                      |
| 32  | 24/03/1946 | Stadio Nazionale        | Divisione Nazionale 1945-1946 | Roma    | 0 - 1           | Lazio        | 36' Koenig                                               |                                                       |
| 33  | 06/10/1946 | Stadio Nazionale        | Serie A 1946-1947             | Roma    | 3 - 0           | Lazio        |                                                          | 10' Renica, 71' Di Paola, 81' Amadei                  |
| 34  | 02/03/1947 | Stadio Nazionale        | Serie A 1946-1947             | Lazio   | 0 - 0           | Roma         |                                                          |                                                       |
| 35  | 16/11/1947 | Stadio Nazionale        | Serie A 1947-1948             | Lazio   | 0 - 1           | Roma         |                                                          | 14' Amadei                                            |
| 36  | 21/04/1948 | Stadio Nazionale        | Serie A 1947-1948             | Roma    | 0 - 2           | Lazio        | 47' Cecconi, 52' De Andreis                              |                                                       |
| 37  | 17/10/1948 | Stadio Nazionale        | Serie A 1948-1949             | Roma    | 1 - 1           | Lazio        | 83' Magrini                                              | 23' Losi                                              |
| 38  | 06/02/1949 | Stadio Nazionale        | Serie A 1948-1949             | Lazio   | 0 - 0           | Roma         |                                                          |                                                       |
| 39  | 16/10/1949 | Stadio Nazionale        | Serie A 1949-1950             | Lazio   | 3 - 1           | Roma         | 9' Penzo, 51' Puccinelli, 84' (rig.) Remondini           | 39' Spartano                                          |
| 40  | 19/02/1950 | Stadio Nazionale        | Serie A 1949-1950             | Roma    | 0 - 0           | Lazio        |                                                          |                                                       |
| 41  | 15/10/1950 | Stadio Nazionale        | Serie A 1950-1951             | Roma    | 0 - 1           | Lazio        | 71' Flamini                                              |                                                       |
| 42  | 25/02/1951 | Stadio Nazionale        | Serie A 1950-1951             | Lazio   | 2 - 1           | Roma         | 1' Sentimenti III, 34' Cecconi                           | 57' Bacci                                             |
| 43  | 16/11/1952 | Stadio Nazionale        | Serie A 1952-1953             | Lazio   | 1 - 0           | Roma         | 41' Bettolini                                            |                                                       |
| 44  | 22/03/1953 | Stadio Nazionale        | Serie A 1952-1953             | Roma    | 0 - 2           | Lazio        | 55', 58' Puccinelli                                      |                                                       |
| 45  | 29/11/1953 | Stadio Olimpico         | Serie A 1953-1954             | Roma    | 1 - 1           | Lazio        | 41' Vivolo                                               | 19' Galli                                             |
| 46  | 18/04/1954 | Stadio Olimpico         | Serie A 1953-1954             | Lazio   | 1 - 2           | Roma         | 50' Fontanesi                                            | 7' Celio, 18' Bortoletto                              |
| 47  | 17/10/1954 | Stadio Olimpico         | Serie A 1954-1955             | Lazio   | 1 - 1           | Roma         | 33' Hansen                                               | 34' Celio                                             |
| 48  | 06/03/1955 | Stadio Olimpico         | Serie A 1954-1955             | Roma    | 1 - 3           | Lazio        | 11' Hansen, 47', 56' Burini                              | 59' Cardarelli                                        |
| 49  | 16/10/1955 | Stadio Olimpico         | Serie A 1955-1956             | Roma    | 0 - 0           | Lazio        |                                                          |                                                       |
| 50  | 04/04/1956 | Stadio Olimpico         | Serie A 1955-1956             | Lazio   | 1 - 0           | Roma         | 46' Muccinelli                                           |                                                       |
| 51  | 14/10/1956 | Stadio Olimpico         | Serie A 1956-1957             | Lazio   | 0 - 3           | Roma         |                                                          | 33', 68' Da Costa, 58' Pestrin                        |
| 52  | 03/03/1957 | Stadio Olimpico         | Serie A 1956-1957             | Roma    | 2 - 2           | Lazio        | 22' (rig.) Vivolo, 69' Selmosson                         | 32', 48' da Costa                                     |
| 53  | 27/10/1957 | Stadio Olimpico         | Serie A 1957-1958             | Roma    | 3 - 0           | Lazio        |                                                          | 58' Lojodice, 61' da Costa, 76' Ghiggia               |
| 54  | 16/03/1958 | Stadio Olimpico         | Serie A 1957-1958             | Lazio   | 2 - 1           | Roma         | 81' Selmosson, 83' Burini                                | 89' da Costa                                          |
| 55  | 21/06/1958 | Stadio Olimpico         | Coppa Italia 1957-1958        | Roma    | 2 - 3           | Lazio        | 27', 58' Tozzi, 75' Bizzarri                             | 33' da Costa, 61' Secchi                              |
| 56  | 12/07/1958 | Stadio Olimpico         | Coppa Italia 1957-1958        | Lazio   | 1 - 1           | Roma         | 27' Tozzi                                                | 74' da Costa                                          |
| 57  | 30/11/1958 | Stadio Olimpico         | Serie A 1958-1959             | Lazio   | 1 - 3           | Roma         | 25' Pozzan                                               | 9' Selmosson, 52', 65' da Costa                       |
| 58  | 12/04/1959 | Stadio Olimpico         | Serie A 1958-1959             | Roma    | 3 - 0           | Lazio        |                                                          | 22' Lojodice, 81' Selmosson, 87' da Costa             |
| 59  | 18/10/1959 | Stadio Olimpico         | Serie A 1959-1960             | Roma    | 3 - 0           | Lazio        |                                                          | 2', 42' P. Manfredini, 86' Selmosson                  |
| 60  | 06/03/1960 | Stadio Olimpico         | Serie A 1959-1960             | Lazio   | 0 - 1           | Roma         |                                                          | 32' (aut.) Janich                                     |
| 61  | 13/11/1960 | Stadio Olimpico         | Serie A 1960-1961             | Lazio   | 0 - 4           | Roma         |                                                          | 22', 25', 37' P. Manfredini, 83' Orlando              |
| 62  | 19/03/1961 | Stadio Olimpico         | Serie A 1960-1961             | Roma    | 1 - 2           | Lazio        | 22', 24' Rozzoni                                         | 17' Giuliano                                          |
| 63  | 25/04/1962 | Stadio Olimpico         | Coppa Italia 1961-1962        | Roma    | 0 - 0 (6-4 dtr) | Lazio        |                                                          |                                                       |
| 64  | 06/10/1963 | Stadio Olimpico         | Serie A 1963-1964             | Roma    | 0 - 0           | Lazio        |                                                          |                                                       |
| 65  | 23/02/1964 | Stadio Olimpico         | Serie A 1963-1964             | Lazio   | 1 - 1           | Roma         | 22' Rozzoni                                              | 79' Carpanesi                                         |
| 66  | 15/11/1964 | Stadio Olimpico         | Serie A 1964-1965             | Lazio   | 0 - 0           | Roma         |                                                          |                                                       |
| 67  | 28/03/1965 | Stadio Olimpico         | Serie A 1964-1965             | Roma    | 0 - 0           | Lazio        |                                                          |                                                       |
| 68  | 10/10/1965 | Stadio Olimpico         | Serie A 1965-1966             | Roma    | 0 - 1           | Lazio        | 39' D'Amato                                              |                                                       |
| 69  | 27/02/1966 | Stadio Olimpico         | Serie A 1965-1966             | Lazio   | 0 - 0           | Roma         |                                                          |                                                       |
| 70  | 23/10/1966 | Stadio Olimpico         | Serie A 1966-1967             | Lazio   | 0 - 1           | Roma         |                                                          | 16' Enzo                                              |
| 71  | 05/03/1967 | Stadio Olimpico         | Serie A 1966-1967             | Roma    | 0 - 0           | Lazio        |                                                          |                                                       |
| 72  | 08/09/1968 | Stadio Olimpico         | Coppa Italia 1968-1969        | Roma    | 1 - 0           | Lazio        |                                                          | 61' Ferrari                                           |
| 73  | 07/09/1969 | Stadio Olimpico         | Coppa Italia 1969-1970        | Lazio   | 0 - 2           | Roma         |                                                          | 35' Peirò                                             |
| 74  | 26/10/1969 | Stadio Olimpico         | Serie A 1969-1970             | Roma    | 2 - 1           | Lazio        | 89' Massa                                                | 65' Spinosi, 74' Landini                              |
| 75  | 01/03/1970 | Stadio Olimpico         | Serie A 1969-1970             | Lazio   | 1 - 1           | Roma         | 48' Fortunato                                            | 57' (rig.) Capello                                    |
| 76  | 06/09/1970 | Stadio Olimpico         | Coppa Italia 1970-1971        | Roma    | 2 - 0           | Lazio        |                                                          | 44' (aut.) Wilson, 68' B. Vieri                       |
| 77  | 15/11/1970 | Stadio Olimpico         | Serie A 1970-1971             | Lazio   | 1 - 1           | Roma         | 69' Dolso                                                | 84' Petrelli                                          |
| 78  | 14/03/1971 | Stadio Olimpico         | Serie A 1970-1971             | Roma    | 2 - 2           | Lazio        | 30' (aut.) Santarini, 62' (rig.) Chinaglia               | 40' Zigoni, 74' Salvori                               |
| 79  | 29/08/1971 | Stadio Olimpico         | Coppa Italia 1971-1972        | Lazio   | 1 - 0           | Roma         | 24' Chinaglia                                            |                                                       |
| 80  | 12/11/1972 | Stadio Olimpico         | Serie A 1972-1973             | Roma    | 0 - 1           | Lazio        | 35' Nanni                                                |                                                       |
| 81  | 11/03/1973 | Stadio Olimpico         | Serie A 1972-1973             | Lazio   | 2 - 0           | Roma         | 32' Garlaschelli, 38' (aut.) Santarini                   |                                                       |
| 82  | 09/09/1973 | Stadio Olimpico         | Coppa Italia 1973-1974        | Roma    | 0 - 0           | Lazio        |                                                          |                                                       |
| 83  | 09/12/1973 | Stadio Olimpico         | Serie A 1973-1974             | Lazio   | 2 - 1           | Roma         | 48' Franzoni, 68' Chinaglia                              | 34' Negrisolo                                         |
| 84  | 31/03/1974 | Stadio Olimpico         | Serie A 1973-1974             | Roma    | 1 - 2           | Lazio        | 47' D'Amico, 51' (rig.) Chinaglia                        | 6' (aut.) Pulici                                      |
| 85  | 22/09/1974 | Stadio Olimpico         | Coppa Italia 1974-1975        | Lazio   | 0 - 1           | Roma         |                                                          | 61' Prati                                             |
| 86  | 01/12/1974 | Stadio Olimpico         | Serie A 1974-1975             | Roma    | 1 - 0           | Lazio        |                                                          | 35' De Sisti                                          |
| 87  | 23/03/1975 | Stadio Olimpico         | Serie A 1974-1975             | Lazio   | 0 - 1           | Roma         |                                                          | 74' Prati                                             |
| 88  | 16/11/1975 | Stadio Olimpico         | Serie A 1975-1976             | Lazio   | 1 - 1           | Roma         | 78' Chinaglia                                            | 55' De Sisti                                          |
| 89  | 14/03/1976 | Stadio Olimpico         | Serie A 1975-1976             | Roma    | 0 - 0           | Lazio        |                                                          |                                                       |
| 90  | 28/11/1976 | Stadio Olimpico         | Serie A 1976-1977             | Lazio   | 1 - 0           | Roma         | 40' Giordano                                             |                                                       |
| 91  | 27/03/1977 | Stadio Olimpico         | Serie A 1976-1977             | Roma    | 1 - 0           | Lazio        |                                                          | 13' Conti                                             |
| 92  | 20/11/1977 | Stadio Olimpico         | Serie A 1977-1978             | Roma    | 0 - 0           | Lazio        |                                                          |                                                       |
| 93  | 19/03/1978 | Stadio Olimpico         | Serie A 1977-1978             | Lazio   | 1 - 1           | Roma         | 55' (rig.) Giordano                                      | 9' (aut.) Clerici                                     |
| 94  | 12/11/1978 | Stadio Olimpico         | Serie A 1978-1979             | Lazio   | 0 - 0           | Roma         |                                                          |                                                       |
| 95  | 18/03/1979 | Stadio Olimpico         | Serie A 1978-1979             | Roma    | 1 - 2           | Lazio        | 58' (aut.) De Sisti, 89' Nicoli                          | 20' (aut.) Cordova                                    |
| 96  | 28/10/1979 | Stadio Olimpico         | Serie A 1979-1980             | Roma    | 1 - 1           | Lazio        | 5' (aut.) Rocca                                          | 16' Pruzzo                                            |
| 97  | 02/03/1980 | Stadio Olimpico         | Serie A 1979-1980             | Lazio   | 1 - 2           | Roma         | 74' D'Amico                                              | 60' Pruzzo, 85' Giovannelli                           |
| 98  | 23/10/1983 | Stadio Olimpico         | Serie A 1983-1984             | Lazio   | 0 - 2           | Roma         |                                                          | 3' Nela, 63' Pruzzo                                   |
| 99  | 26/02/1984 | Stadio Olimpico         | Serie A 1983-1984             | Roma    | 2 - 2           | Lazio        | 8', 24' (rig.) D'Amico                                   | 40' (rig.) Di Bartolomei, 51' Cerezo                  |
| 100 | 09/09/1984 | Stadio Olimpico         | Coppa Italia 1984-1985        | Roma    | 2 - 0           | Lazio        |                                                          | 66' (rig.) Iorio, 75' Di Carlo                        |
| 101 | 11/11/1984 | Stadio Olimpico         | Serie A 1984-1985             | Roma    | 0 - 0           | Lazio        |                                                          |                                                       |
| 102 | 24/03/1985 | Stadio Olimpico         | Serie A 1984-1985             | Lazio   | 1 - 1           | Roma         | 73' Giordano                                             | 71' Antonelli                                         |
| 103 | 15/01/1989 | Stadio Olimpico         | Serie A 1988-1989             | Lazio   | 1 - 0           | Roma         | 25' Di Canio                                             |                                                       |
| 104 | 28/05/1989 | Stadio Olimpico         | Serie A 1988-1989             | Roma    | 0 - 0           | Lazio        |                                                          |                                                       |
| 105 | 19/11/1989 | Stadio Olimpico         | Serie A 1989-1990             | Roma    | 1 - 1           | Lazio        | 64' Bertoni                                              | 83' Giannini                                          |
| 106 | 18/03/1990 | Stadio Olimpico         | Serie A 1989-1990             | Lazio   | 0 - 1           | Roma         |                                                          | 30' Völler                                            |
| 107 | 02/12/1990 | Stadio Olimpico         | Serie A 1990-1991             | Lazio   | 1 - 1           | Roma         | 55' Sosa                                                 | 45' (rig.) Völler                                     |
| 108 | 06/04/1991 | Stadio Olimpico         | Serie A 1990-1991             | Roma    | 1 - 1           | Lazio        | 80' Sosa                                                 | 54' (rig.) Völler                                     |
| 109 | 06/10/1991 | Stadio Olimpico         | Serie A 1991-1992             | Roma    | 1 - 1           | Lazio        | 65' Riedle                                               | 81' Rizzitelli                                        |
| 110 | 01/03/1992 | Stadio Olimpico         | Serie A 1991-1992             | Lazio   | 1 - 1           | Roma         | 5' Sosa                                                  | 70' Hassler                                           |
| 111 | 29/11/1992 | Stadio Olimpico         | Serie A 1992-1993             | Lazio   | 1 - 1           | Roma         | 88' Gascoigne                                            | 49' Giannini                                          |
| 112 | 18/04/1993 | Stadio Olimpico         | Serie A 1992-1993             | Roma    | 0 - 0           | Lazio        |                                                          |                                                       |
| 113 | 24/10/1993 | Stadio Olimpico         | Serie A 1993-1994             | Roma    | 1 - 1           | Lazio        | 79' Di Mauro                                             | 17' Piacentini                                        |
| 114 | 06/03/1994 | Stadio Olimpico         | Serie A 1993-1994             | Lazio   | 1 - 0           | Roma         | 7' Signori                                               |                                                       |
| 115 | 27/11/1994 | Stadio Olimpico         | Serie A 1994-1995             | Lazio   | 0 - 3           | Roma         |                                                          | 3' Balbo, 25' Cappioli, 51' Fonseca                   |
| 116 | 23/04/1995 | Stadio Olimpico         | Serie A 1994-1995             | Roma    | 0 - 2           | Lazio        | 30' Casiraghi, 70' (rig.) Signori                        |                                                       |
| 117 | 01/10/1995 | Stadio Olimpico         | Serie A 1995-1996             | Roma    | 0 - 0           | Lazio        |                                                          |                                                       |
| 118 | 18/02/1996 | Stadio Olimpico         | Serie A 1995-1996             | Lazio   | 1 - 0           | Roma         | 85' (rig.) Signori                                       |                                                       |
| 119 | 08/12/1996 | Stadio Olimpico         | Serie A 1996-1997             | Lazio   | 0 - 0           | Roma         |                                                          |                                                       |
| 120 | 04/05/1997 | Stadio Olimpico         | Serie A 1996-1997             | Roma    | 1 - 1           | Lazio        | 91' Protti                                               | 35' Balbo                                             |
| 121 | 02/11/1997 | Stadio Olimpico         | Serie A 1997-1998             | Roma    | 1 - 3           | Lazio        | 47' R. Mancini, 57' Casiraghi, 84' Nedvěd                | 91' Delvecchio                                        |
| 122 | 06/01/1998 | Stadio Olimpico         | Coppa Italia 1997-1998        | Lazio   | 4 - 1           | Roma         | 2' Bokšić, 32' (rig.) Jugović, 75' R. Mancini, 80' Fuser | 39' (rig.) Balbo                                      |
| 123 | 21/01/1998 | Stadio Olimpico         | Coppa Italia 1997-1998        | Roma    | 1 - 2           | Lazio        | 45' (rig.) Jugović, 94' Gottardi                         | 54' Paulo Sérgio                                      |
| 124 | 08/03/1998 | Stadio Olimpico         | Serie A 1997-1998             | Lazio   | 2 - 0           | Roma         | 50' Bokšić, 62' Nedvěd                                   |                                                       |
| 125 | 29/11/1998 | Stadio Olimpico         | Serie A 1998-1999             | Lazio   | 3 - 3           | Roma         | 28', 56' R. Mancini, 69' (rig.) Salas                    | 25' Delvecchio, 78' Di Francesco, 82' Totti           |
| 126 | 11/04/1999 | Stadio Olimpico         | Serie A 1998-1999             | Roma    | 3 - 1           | Lazio        | 79' C. Vieri                                             | 13', 43' Delvecchio, 90' Totti                        |
| 127 | 21/11/1999 | Stadio Olimpico         | Serie A 1999-2000             | Roma    | 4 - 1           | Lazio        | 52' (rig.) Mihajlović                                    | 7', 26' Delvecchio, 11', 31' Montella                 |
| 128 | 25/03/2000 | Stadio Olimpico         | Serie A 1999-2000             | Lazio   | 2 - 1           | Roma         | 25' Nedvěd, 28' Verón                                    | 3' Montella                                           |
| 129 | 17/12/2000 | Stadio Olimpico         | Serie A 2000-2001             | Lazio   | 0 - 1           | Roma         |                                                          | 71' (aut.) Negro                                      |
| 130 | 29/04/2001 | Stadio Olimpico         | Serie A 2000-2001             | Roma    | 2 - 2           | Lazio        | 78' Nedvěd, 95' Castromán                                | 48' Batistuta, 54' Delvecchio                         |
| 131 | 27/10/2001 | Stadio Olimpico         | Serie A 2001-2002             | Roma    | 2 - 0           | Lazio        |                                                          | 49' Delvecchio, 90' Totti                             |
| 132 | 10/03/2002 | Stadio Olimpico         | Serie A 2001-2002             | Lazio   | 1 - 5           | Roma         | 53' D. Stanković                                         | 13', 30', 37', 64' Montella, 72' Totti                |
| 133 | 27/10/2002 | Stadio Olimpico         | Serie A 2002-2003             | Lazio   | 2 - 2           | Roma         | 51' Fiore, 75' D. Stanković                              | 57' Delvecchio, 66' Batistuta                         |
| 134 | 05/02/2003 | Stadio Olimpico         | Coppa Italia 2002-2003        | Lazio   | 1 - 2           | Roma         | 76' Fiore                                                | 12' Cassano, 49' Emerson                              |
| 135 | 08/03/2003 | Stadio Olimpico         | Serie A 2002-2003             | Roma    | 1 - 1           | Lazio        | 8' D. Stanković                                          | 89' Cassano                                           |
| 136 | 16/04/2003 | Stadio Olimpico         | Coppa Italia 2002-2003        | Roma    | 1 - 0           | Lazio        |                                                          | 56' Montella                                          |
| 137 | 09/11/2003 | Stadio Olimpico         | Serie A 2003-2004             | Roma    | 2 - 0           | Lazio        |                                                          | 81' Mancini, 86' Emerson                              |
| 138 | 21/04/2004 | Stadio Olimpico         | Serie A 2003-2004             | Lazio   | 1 - 1           | Roma         | 40' Corradi                                              | 61' (rig.) Totti                                      |
| 139 | 06/01/2005 | Stadio Olimpico         | Serie A 2004-2005             | Lazio   | 3 - 1           | Roma         | 29' Di Canio, 74' César, 85' Rocchi                      | 68' Cassano                                           |
| 140 | 15/05/2005 | Stadio Olimpico         | Serie A 2004-2005             | Roma    | 0 - 0           | Lazio        |                                                          |                                                       |
| 141 | 23/10/2005 | Stadio Olimpico         | Serie A 2005-2006             | Roma    | 1 - 1           | Lazio        | 57' Rocchi                                               | 40' Totti                                             |
| 142 | 26/02/2006 | Stadio Olimpico         | Serie A 2005-2006             | Lazio   | 0 - 2           | Roma         |                                                          | 31' Taddei, 63' Aquilani                              |
| 143 | 10/12/2006 | Stadio Olimpico         | Serie A 2006-2007             | Lazio   | 3 - 0           | Roma         | 44' C. Ledesma, 52' (rig.) Oddo, 73' Mutarelli           |                                                       |
| 144 | 29/04/2007 | Stadio Olimpico         | Serie A 2006-2007             | Roma    | 0 - 0           | Lazio        |                                                          |                                                       |
| 145 | 31/10/2007 | Stadio Olimpico         | Serie A 2007-2008             | Roma    | 3 - 2           | Lazio        | 12' Rocchi, 69' Ledesma                                  | 19' Vučinić, 42' Mancini, 57' Perrotta                |
| 146 | 19/03/2008 | Stadio Olimpico         | Serie A 2007-2008             | Lazio   | 3 - 2           | Roma         | 44' Pandev, 57' (rig.) Rocchi, 92' Behrami               | 31' Taddei, 62' Perrotta                              |
| 147 | 16/11/2008 | Stadio Olimpico         | Serie A 2008-2009             | Roma    | 1 - 0           | Lazio        |                                                          | 50' J. Baptista                                       |
| 148 | 11/04/2009 | Stadio Olimpico         | Serie A 2008-2009             | Lazio   | 4 - 2           | Roma         | 2' Pandev, 4' Zárate, 58' Lichtsteiner, 84' Kolarov      | 9' Mexès, 81' De Rossi                                |
| 149 | 06/12/2009 | Stadio Olimpico         | Serie A 2009-2010             | Roma    | 1 - 0           | Lazio        |                                                          | 79' Cassetti                                          |
| 150 | 18/04/2010 | Stadio Olimpico         | Serie A 2009-2010             | Lazio   | 1 - 2           | Roma         | 15' Rocchi                                               | 54' (rig.), 64' Vučinić                               |
| 151 | 07/11/2010 | Stadio Olimpico         | Serie A 2010-2011             | Lazio   | 0 - 2           | Roma         |                                                          | 52' (rig.) Borriello, 85' (rig.) Vučinić              |
| 152 | 19/01/2011 | Stadio Olimpico         | Coppa Italia 2010-2011        | Roma    | 2 - 1           | Lazio        | 57' (rig.) Hernanes                                      | 53' (rig.) Borriello, 77' F. Simplício                |
| 153 | 13/03/2011 | Stadio Olimpico         | Serie A 2010-2011             | Roma    | 2 - 0           | Lazio        |                                                          | 69', 91' (rig.) Totti                                 |
| 154 | 16/10/2011 | Stadio Olimpico         | Serie A 2011-2012             | Lazio   | 2 - 1           | Roma         | 51' (rig.) Hernanes, 93' Klose                           | 5' Osvaldo                                            |
| 155 | 04/03/2012 | Stadio Olimpico         | Serie A 2011-2012             | Roma    | 1 - 2           | Lazio        | 10' (rig.) Hernanes, 62' Mauri                           | 16' Borini                                            |
| 156 | 11/11/2012 | Stadio Olimpico         | Serie A 2012-2013             | Lazio   | 3 - 2           | Roma         | 37' Candreva, 45' Klose, 46' Mauri                       | 11' Lamela, 86' Pjanić                                |
| 157 | 08/04/2013 | Stadio Olimpico         | Serie A 2012-2013             | Roma    | 1 - 1           | Lazio        | 16' Hernanes                                             | 57' (rig.) Totti                                      |
| 158 | 26/05/2013 | Stadio Olimpico         | Coppa Italia 2012-2013        | Roma    | 0 - 1           | Lazio        | 71' Lulić                                                |                                                       |
| 159 | 22/09/2013 | Stadio Olimpico         | Serie A 2013-2014             | Roma    | 2 - 0           | Lazio        |                                                          | 63' Balzaretti, 94' (rig.) Ljajić                     |
| 160 | 09/02/2014 | Stadio Olimpico         | Serie A 2013-2014             | Lazio   | 0 - 0           | Roma         |                                                          |                                                       |
| 161 | 11/01/2015 | Stadio Olimpico         | Serie A 2014-2015             | Roma    | 2 - 2           | Lazio        | 25' Mauri, 29' Felipe Anderson                           | 48', 64' Totti                                        |
| 162 | 25/05/2015 | Stadio Olimpico         | Serie A 2014-2015             | Lazio   | 1 - 2           | Roma         | 81' Djordjevic                                           | 73' Iturbe, 85' Yanga-Mbiwa                           |
| 163 | 08/11/2015 | Stadio Olimpico         | Serie A 2015-2016             | Roma    | 2 - 0           | Lazio        |                                                          | 10' (rig.) Džeko, 62' Gervinho                        |
| 164 | 03/04/2016 | Stadio Olimpico         | Serie A 2015-2016             | Lazio   | 1 - 4           | Roma         | 75' Parolo                                               | 15' El Shaarawy, 64' Džeko, 83' Florenzi, 87' Perotti |
| 165 | 04/12/2016 | Stadio Olimpico         | Serie A 2016-2017             | Lazio   | 0 - 2           | Roma         |                                                          | 64' Strootman, 77' Nainggolan                         |
| 166 | 01/03/2017 | Stadio Olimpico         | Coppa Italia 2016-2017        | Lazio   | 2 - 0           | Roma         | 29' Milinković-Savić, 78' Immobile                       |                                                       |
| 167 | 04/04/2017 | Stadio Olimpico         | Coppa Italia 2016-2017        | Roma    | 3 - 2           | Lazio        | 37' Milinković-Savić, 56' Immobile                       | 43' El Shaarawy, 66', 90' Salah                       |
| 168 | 30/04/2017 | Stadio Olimpico         | Serie A 2016-2017             | Roma    | 1 - 3           | Lazio        | 12', 85' Keita, 50' Basta                                | 45' (rig.) De Rossi                                   |
| 169 | 18/11/2017 | Stadio Olimpico         | Serie A 2017-2018             | Roma    | 2 - 1           | Lazio        | 72' (rig.) Immobile                                      | 49' (rig.) Perotti, 53' Nainggolan                    |
| 170 | 15/04/2018 | Stadio Olimpico         | Serie A 2017-2018             | Lazio   | 0 - 0           | Roma         |                                                          |                                                       |
| 171 | 29/09/2018 | Stadio Olimpico         | Serie A 2018-2019             | Roma    | 3 - 1           | Lazio        | 67' Immobile                                             | 45' Pellegrini, 71' Kolarov, 86' Fazio                |
| 172 | 02/03/2019 | Stadio Olimpico         | Serie A 2018-2019             | Lazio   | 3 - 0           | Roma         | 12' Caicedo, 73' (rig.) Immobile, 89' Cataldi            |                                                       |
| 173 | 01/09/2019 | Stadio Olimpico         | Serie A 2019-2020             | Lazio   | 1 - 1           | Roma         | 58' Luis Alberto                                         | 17' (rig.) Kolarov                                    |
| 174 | 26/01/2020 | Stadio Olimpico         | Serie A 2019-2020             | Roma    | 1 - 1           | Lazio        | 34' Acerbi                                               | 28' Džeko                                             |
| 175 | 15/01/2021 | Stadio Olimpico         | Serie A 2020-2021             | Lazio   | 3 - 0           | Roma         | 14' Immobile, 23', 67' Luis Alberto                      |                                                       |
| 176 | 15/05/2021 | Stadio Olimpico         | Serie A 2020-2021             | Roma    | 2 - 0           | Lazio        |                                                          | 42' Mkhitaryan, 78' Pedro                             |
| 177 | 26/09/2021 | Stadio Olimpico         | Serie A 2021-2022             | Lazio   | 3 - 2           | Roma         | 10' Milinković-Savić, 19' Pedro, 63' Felipe Anderson     | 41' Ibañez, 69' (rig.) Veretout                       |
| 178 | 20/03/2022 | Stadio Olimpico         | Serie A 2021-2022             | Roma    | 3 - 0           | Lazio        |                                                          | 1', 22' Abraham, 40' Pellegrini                       |
| 179 | 06/11/2022 | Stadio Olimpico         | Serie A 2022-2023             | Roma    | 0 - 1           | Lazio        | 29' Felipe Anderson                                      |                                                       |
| 180 | 19/03/2023 | Stadio Olimpico         | Serie A 2022-2023             | Lazio   | 1 - 0           | Roma         | 65' Zaccagni                                             |                                                       |
| 181 | 12/11/2023 | Stadio Olimpico         | Serie A 2023-2024             | Lazio   | 0 - 0           | Roma         |                                                          |                                                       |
| 182 | 10/01/2024 | Stadio Olimpico         | Coppa Italia 2023-2024        | Lazio   | 1 - 0           | Roma         | 51' (rig.) Zaccagni                                      |                                                       |
| 183 | 06/04/2024 | Stadio Olimpico         | Serie A 2023-2024             | Roma    | 1 - 0           | Lazio        |                                                          | 42' Mancini                                           |
| 184 | 05/01/2025 | Stadio Olimpico         | Serie A 2024-2025             | Roma    | 2 - 0           | Lazio        |                                                          | 10' Pellegrini, 18' Saelemaekers                      |
| 185 | 13/04/2025 | Stadio Olimpico         | Serie A 2024-2025             | Lazio   | 1 - 1           | Roma         | 47’ Romagnoli                                            | 69’ Soulé                                             |
| 186 | 21/09/2025 | Stadio Olimpico         | Serie A 2025-2026             | Lazio   |                 | Roma         |                                                          |                                                       |
| 187 | 17/05/2026 | Stadio Olimpico         | Serie A 2025-2026             | Roma    |                 | Lazio        |                                                          |                                                       |

### Partite amichevoli
| Competizione                             | Data         | Partita      | Risultato | Marcatori Lazio                    | Marcatori Roma                               |
| ---------------------------------------- | ------------ | ------------ | --------- | ---------------------------------- | -------------------------------------------- |
| Amichevole                               | 22 feb. 1931 | Lazio — Roma | 1 - 4     | 82' Pastore                        | 41' (rig.) Chini, 60', 80' Volk, 85' Eusebio |
| Coppa Fornari                            | 26 giu. 1932 | Roma — Lazio | 0 - 3     | 18', 26' Fantoni I, 31' Malatesta  |                                              |
| Amichevole                               | 22 mag. 1938 | Lazio — Roma | 3 - 0     | 11' Busani, 41', 82' Vettraino     |                                              |
| Amichevole                               | 9 giu. 1940  | Lazio — Roma | 3 - 3     | 45', 55' Busani, 65' Vettraino     | 5' Coscia, 48' Pantò, 77' Timon              |
| Campionato romano di guerra 1943-1944    | 9 gen. 1944  | Roma - Lazio | 1 - 1     | 8’ Manola                          | 19’ Amadei                                   |
| Campionato romano di guerra 1943-1944    | 7 mag. 1944  | Lazio - Roma | 0 - 0     |                                    |                                              |
| Amichevole                               | 29 giu. 1944 | Lazio — Roma | 3 - 2     | 40' Manfré, 60' Longhi, 88' Koenig | 35' Andreoli, 46' (rig.) Amadei              |
| Campionato romano di guerra 1944-1945    | 4 mar. 1945  | Lazio - Roma | 2 - 0     | 46',78' Koenig                     |                                              |
| Campionato romano di guerra 1944-1945    | 6 mag. 1945  | Roma - Lazio | 1 - 0     |                                    | 60' Urilli                                   |
| Torneo interregionale                    | 27 mag. 1945 | Lazio — Roma | 0 - 1     |                                    | 57' (rig.) Amadei                            |
| Coppa Messaggero                         | 7 set. 1952  | Lazio — Roma | 3 - 1     | 56', 84' Bredesen, 89' Larsen      | 70' Renosto                                  |
| Coppa dell'Amicizia                      | 6 set. 1953  | Lazio — Roma | 1 - 0     | 18' Bredesen                       |                                              |
| Trofeo Zenobi                            | 5 set. 1954  | Lazio — Roma | 0 - 2     |                                    | 57', 65' Pandolfini                          |
| Trofeo Zenobi                            | 11 set. 1955 | Lazio — Roma | 1 - 5     | 89' Vivolo                         | 8' Galli, 15' da Costa, 45', 65', 73' Nyers  |
| Coppa dell'Amicizia                      | 11 set. 1966 | Lazio — Roma | 1 - 0     | 57' (rig.) Marchesi                |                                              |
| Trofeo D. Viola (incontro da 45' totali) | 18 ago. 1993 | Roma — Lazio | 0 - 1     | 24' (rig.) Signori                 |                                              |
| Trofeo G. Calleri                        | 29 mag. 1994 | Lazio — Roma | 0 - 2     |                                    | 2', 37' Cappioli                             |

## Statistiche

### Statistiche generali
|                             | Totale | Vittorie Lazio | Pareggi | Vittorie Roma | Reti Lazio | Reti Roma |
| --------------------------- | ------ | -------------- | ------- | ------------- | ---------- | --------- |
| Serie A                     | 162    | 42             | 62      | 58            | 157        | 202       |
| Divisione Nazionale         | 2      | 1              | 0       | 1             | 2          | 2         |
| Totale campionato           | 164    | 43             | 62      | 59            | 159        | 204       |
| Coppa Italia                | 21     | 8              | 3       | 10            | 22         | 24        |
| Totale gare ufficiali       | 185    | 51             | 65      | 69            | 180        | 227       |
| Campionato Romano di guerra | 4      | 1              | 2       | 1             | 3          | 2         |
| Amichevoli                  | 4      | 2              | 1       | 1             | 10         | 9         |
| Altri incontri              | 8      | 4              | 0       | 4             | 9          | 11        |
| Totale generale             | 201    | 58             | 68      | 75            | 203        | 250       |

### Classifica marcatori

Dino da Costa: l'ala giallorossa è il miglior marcatore nella storia del derby con 12 reti, di cui 9 in campionato, 2 in Coppa Italia e 1 in un derby valido per l’assegnazione della Coppa Zenobi. Un tredicesimo gol, segnato in un Lazio-Roma 0-1 del 6 marzo 1960, gli venne contestato e fu considerato autorete del difensore laziale Francesco Janich

Silvio Piola: l'attaccante biancoceleste è il miglior marcatore laziale nella storia del derby con 7 reti

| Giocatore               | Squadra    | Campionato | Coppa Italia | Campionato romano 1943-1944/1944-1945 | Partite non ufficiali | Totale gare ufficiali | Totale |
| ----------------------- | ---------- | ---------- | ------------ | ------------------------------------- | --------------------- | --------------------- | ------ |
| Dino da Costa           | Roma       | 9          | 2            | 0                                     | 1                     | 11                    | 12     |
| Francesco Totti         | Roma       | 11         | 0            | 0                                     | 0                     | 11                    | 11     |
| Marco Delvecchio        | Roma       | 9          | 0            | 0                                     | 0                     | 9                     | 9      |
| Vincenzo Montella       | Roma       | 7          | 1            | 0                                     | 0                     | 8                     | 8      |
| Rodolfo Volk            | Roma       | 7          | 0            | 0                                     | 2                     | 7                     | 9      |
| Silvio Piola            | Lazio      | 6          | 1            | 0                                     | 0                     | 7                     | 7      |
| Ciro Immobile           | Lazio      | 4          | 2            | 0                                     | 0                     | 6                     | 6      |
| Amedeo Amadei           | Roma       | 5          | 0            | 1                                     | 2                     | 5                     | 8      |
| Alejandro Demaría       | Lazio      | 5          | 0            | 0                                     | 0                     | 5                     | 5      |
| Pedro Manfredini        | Roma       | 5          | 0            | 0                                     | 0                     | 5                     | 5      |
| Tommaso Rocchi          | Lazio      | 5          | 0            | 0                                     | 0                     | 5                     | 5      |
| Arne Selmosson          | Lazio Roma | 5          | 0            | 0                                     | 0                     | 5                     | 5      |
| Giorgio Chinaglia       | Lazio      | 4          | 1            | 0                                     | 0                     | 5                     | 5      |
| Fulvio Bernardini       | Roma       | 4          | 0            | 0                                     | 0                     | 4                     | 4      |
| Aldo Puccinelli         | Lazio      | 4          | 0            | 0                                     | 0                     | 4                     | 4      |
| Raffaele Costantino     | Roma       | 4          | 0            | 0                                     | 0                     | 4                     | 4      |
| Vincenzo D'Amico        | Lazio      | 4          | 0            | 0                                     | 0                     | 4                     | 4      |
| Mirko Vučinić           | Roma       | 4          | 0            | 0                                     | 0                     | 4                     | 4      |
| Pavel Nedvěd            | Lazio      | 4          | 0            | 0                                     | 0                     | 4                     | 4      |
| Roberto Mancini         | Lazio      | 3          | 1            | 0                                     | 0                     | 4                     | 4      |
| Hernanes                | Lazio      | 3          | 1            | 0                                     | 0                     | 4                     | 4      |
| Roberto Pruzzo          | Roma       | 3          | 0            | 0                                     | 0                     | 3                     | 3      |
| Giuseppe Signori        | Lazio      | 3          | 0            | 0                                     | 0                     | 3                     | 3      |
| Ernesto Tomasi          | Roma       | 3          | 0            | 0                                     | 0                     | 3                     | 3      |
| Bruno Giordano          | Lazio      | 3          | 0            | 0                                     | 0                     | 3                     | 3      |
| Rudi Völler             | Roma       | 3          | 0            | 0                                     | 0                     | 3                     | 3      |
| Renzo Burini            | Lazio      | 3          | 0            | 0                                     | 0                     | 3                     | 3      |
| Edin Džeko              | Roma       | 3          | 0            | 0                                     | 0                     | 3                     | 3      |
| Orlando Rozzoni         | Lazio      | 3          | 0            | 0                                     | 0                     | 3                     | 3      |
| Lorenzo Pellegrini      | Roma       | 3          | 0            | 0                                     | 0                     | 3                     | 3      |
| Stefano Mauri           | Lazio      | 3          | 0            | 0                                     | 0                     | 3                     | 3      |
| Luis Alberto            | Lazio      | 3          | 0            | 0                                     | 0                     | 3                     | 3      |
| Felipe Anderson         | Lazio      | 3          | 0            | 0                                     | 0                     | 3                     | 3      |
| Ruben Sosa              | Lazio      | 3          | 0            | 0                                     | 0                     | 3                     | 3      |
| Aleksandar Kolarov      | Lazio Roma | 3          | 0            | 0                                     | 0                     | 3                     | 3      |
| Abel Balbo              | Roma       | 2          | 1            | 0                                     | 0                     | 3                     | 3      |
| Antonio Cassano         | Roma       | 2          | 1            | 0                                     | 0                     | 3                     | 3      |
| Sergej Milinković-Savić | Lazio      | 1          | 2            | 0                                     | 0                     | 3                     | 3      |
| Humberto Tozzi          | Lazio      | 0          | 3            | 0                                     | 0                     | 3                     | 3      |

### Classifica presenze calciatori
| Giocatore            | Squadra    | Campionato | Coppa Italia | Campionato romano 1943-1944/1944-1945 | Partite non ufficiali | Totale gare ufficiali | Totale |
| -------------------- | ---------- | ---------- | ------------ | ------------------------------------- | --------------------- | --------------------- | ------ |
| Francesco Totti      | Roma       | 37         | 7            | 0                                     | 1                     | 44                    | 45     |
| Daniele De Rossi     | Roma       | 29         | 2            | 0                                     | 0                     | 31                    | 31     |
| Sergio Santarini     | Roma       | 19         | 6            | 0                                     | 0                     | 25                    | 25     |
| Guido Masetti        | Roma       | 22         | 1            | 1                                     | 2                     | 23                    | 26     |
| Giuseppe Wilson      | Lazio      | 19         | 4            | 0                                     | 0                     | 23                    | 23     |
| Franco Cordova       | Roma Lazio | 18         | 5            | 0                                     | 0                     | 23                    | 23     |
| Aldair               | Roma       | 20         | 2            | 0                                     | 0                     | 22                    | 22     |
| Giuseppe Favalli     | Lazio      | 18         | 3            | 0                                     | 1                     | 21                    | 22     |
| Paolo Negro          | Lazio      | 16         | 4            | 0                                     | 1                     | 20                    | 21     |
| Aldo Puccinelli      | Lazio      | 19         | 1            | 0                                     | 0                     | 20                    | 20     |
| Ștefan Radu          | Lazio      | 18         | 2            | 0                                     | 0                     | 20                    | 20     |
| Fulvio Bernardini    | Roma       | 18         | 1            | 0                                     | 1                     | 19                    | 20     |
| Giacomo Losi         | Roma       | 16         | 3            | 0                                     | 1                     | 19                    | 20     |
| Silvio Piola         | Lazio      | 17         | 2            | 0                                     | 0                     | 19                    | 19     |
| Vincent Candela      | Roma       | 15         | 4            | 0                                     | 0                     | 19                    | 19     |
| Alessandro Ferri     | Lazio Roma | 17         | 0            | 0                                     | 1                     | 17                    | 18     |
| Cristian Ledesma     | Lazio      | 15         | 2            | 0                                     | 0                     | 17                    | 17     |
| Marco Delvecchio     | Roma       | 15         | 2            | 0                                     | 0                     | 17                    | 17     |
| Christian Panucci    | Roma       | 15         | 2            | 0                                     | 0                     | 17                    | 17     |
| Damiano Tommasi      | Roma       | 13         | 4            | 0                                     | 0                     | 17                    | 17     |
| Giuseppe Giannini    | Roma       | 15         | 1            | 0                                     | 0                     | 16                    | 16     |
| Stephan El Shaarawy  | Roma       | 13         | 3            | 0                                     | 0                     | 16                    | 16     |
| Amedeo Amadei        | Roma       | 14         | 1            | 2                                     | 1                     | 15                    | 18     |
| Simone Perrotta      | Roma       | 15         | 0            | 0                                     | 0                     | 15                    | 15     |
| Sinisa Mihajlovic    | Roma Lazio | 13         | 1            | 0                                     | 0                     | 14                    | 14     |
| Arcadio Venturi      | Roma       | 14         | 0            | 0                                     | 0                     | 14                    | 14     |
| Lionello Manfredonia | Lazio Roma | 13         | 1            | 0                                     | 0                     | 14                    | 14     |
| Giancarlo De Sisti   | Roma       | 12         | 2            | 0                                     | 0                     | 14                    | 14     |
| Franco Peccenini     | Roma       | 12         | 2            | 0                                     | 0                     | 14                    | 14     |
| Edin Džeko           | Roma       | 12         | 2            | 0                                     | 0                     | 14                    | 14     |
| Paolo Conti          | Roma       | 13         | 1            | 0                                     | 0                     | 14                    | 14     |
| Bryan Cristante      | Roma       | 13         | 1            | 0                                     | 0                     | 14                    | 14     |
| Sergio Andreoli      | Roma       | 12         | 1            | 4                                     | 2                     | 13                    | 19     |
| Angelo Peruzzi       | Roma Lazio | 13         | 0            | 0                                     | 0                     | 13                    | 13     |
| Bruno Giordano       | Lazio      | 12         | 1            | 0                                     | 0                     | 13                    | 13     |
| Cafu                 | Roma       | 11         | 2            | 0                                     | 0                     | 13                    | 13     |
| Philippe Mexes       | Roma       | 12         | 1            | 0                                     | 0                     | 13                    | 13     |
| Alessandro Florenzi  | Roma       | 13         | 0            | 0                                     | 0                     | 13                    | 13     |
| Lorenzo Pellegrini   | Roma       | 12         | 1            | 0                                     | 0                     | 13                    | 13     |
| Gianluca Mancini     | Roma       | 12         | 1            | 0                                     | 0                     | 13                    | 13     |

### Classifica presenze allenatori

Nils Liedholm, l'allenatore con più panchine nel derby di Roma

| Allenatore          | Squadra    | Campionato | Coppa Italia | Partite non ufficiali | Totale gare ufficiali | Totale |
| ------------------- | ---------- | ---------- | ------------ | --------------------- | --------------------- | ------ |
| Nils Liedholm       | Roma       | 15         | 1            | 0                     | 16                    | 16     |
| Luciano Spalletti   | Roma       | 11         | 2            | 0                     | 13                    | 13     |
| Simone Inzaghi      | Lazio      | 10         | 2            | 0                     | 12                    | 12     |
| Fabio Capello       | Roma       | 10         | 2            | 0                     | 12                    | 12     |
| Zdeněk Zeman        | Lazio Roma | 10         | 2            | 0                     | 12                    | 12     |
| Sven-Göran Eriksson | Roma Lazio | 9          | 3            | 0                     | 12                    | 12     |
| Juan Carlos Lorenzo | Lazio Roma | 9          | 3            | 0                     | 12                    | 12     |
| Dino Zoff           | Lazio      | 10         | 0            | 1                     | 10                    | 11     |
| Tommaso Maestrelli  | Lazio      | 7          | 3            | 0                     | 10                    | 10     |
| Helenio Herrera     | Roma       | 6          | 4            | 0                     | 10                    | 10     |
| Luigi Barbesino     | Roma       | 8          | 1            | 0                     | 9                     | 9      |

### Classifica derby vinti
| Giocatore           | Squadra    | Vittorie |
| ------------------- | ---------- | -------- |
| Francesco Totti     | Roma       | 15       |
| Daniele De Rossi    | Roma       | 15       |
| Fulvio Bernardini   | Roma Lazio | 11       |
| Guido Masetti       | Roma       | 10       |
| Sergio Santarini    | Roma       | 9        |
| Fabio Capello       | Roma       | 9        |
| Franco Cordova      | Roma Lazio | 9        |
| Luca Marchegiani    | Lazio      | 8        |
| Damiano Tommasi     | Roma       | 8        |
| Amedeo Amadei       | Roma       | 7        |
| Giacomo Losi        | Roma       | 7        |
| Christian Panucci   | Roma       | 7        |
| Vincent Candela     | Roma       | 7        |
| Vincenzo Montella   | Roma       | 7        |
| Simone Perrotta     | Roma       | 7        |
| Mirko Vucinic       | Roma       | 7        |
| Philippe Mexes      | Roma       | 7        |
| Kostas Manolas      | Roma       | 7        |
| Edin Dzeko          | Roma       | 7        |
| Stephan El Shaarawy | Roma       | 7        |
| Arne Selmosson      | Lazio Roma | 7        |

## Record personali
- Francesco Totti detiene il primato di stracittadine romane disputate: 44, suddivise in 37 partite di campionato e 7 di Coppa Italia, più una gara amichevole con cui salirebbe a 45. In questa graduatoria è seguito dai romanisti Daniele De Rossi che vanta 29 presenze in campionato e 2 in coppa e Sergio Santarini con 19 presenze in campionato e 6 in coppa. Per i biancocelesti i giocatori più presenti sono Giuseppe Wilson con 23 gettoni (19 in campionato e 4 in coppa) e Silvio Piola con 19 (17 presenze in campionato e 2 in coppa).[132] Le sette presenze nella coppa nazionale valgono a Francesco Totti il record per il giocatore con il maggior numero di presenze in Coppa Italia.
- Totti con 15 vittorie, di cui 12 in campionato e 3 in coppa, è il giocatore ad aver vinto più derby;[132] in graduatoria viene seguito da De Rossi con 14 vittorie (13 in campionato e una in coppa), poi da Guido Masetti e Fulvio Bernardini con 10 vittorie, realizzate tutte in campionato. Seguono con 9 vittorie Sergio Santarini, che con 5 vittorie in campionato e 4 in coppa è anche il giocatore ad aver vinto il maggior numero di stracittadine in Coppa Italia e Franco Cordova, unico calciatore ad aver vinto più partite con entrambe le società. Seguono poi con 8 vittorie a testa Damiano Tommasi e Luca Marchegiani, primo dei laziali (6 vittorie in campionato e 2 in coppa). Franco Zaglio e Julio Sergio Bertagnoli detengono il record di aver vinto tutti i derby disputati, 4 su 4. Walter Adrian Samuel detiene invece il record di imbattibilitá nel derby, ben 10 derby disputati senza mai perdere (6 vittorie e 4 pareggi).
- Totti è inoltre il giocatore che ha perso più derby capitolini: 17, di cui 13 in campionato e 4 in Coppa Italia. In questa classifica è seguito da Silvio Piola e Ștefan Radu con 10 incontri persi, entrambi con 9 in campionato e uno in coppa.[132] Il record del maggior numero di derby disputati senza vincerne nemmeno uno è di Siniša Mihajlović (14), giocando per entrambe le squadre e ottenendo 8 pareggi. Sergio Floccari e Guglielmo Stendardo condividono il record negativo di 5 sconfitte su 5 derby disputati.
- I giallorossi Dino Da Costa e Francesco Totti sono i migliori marcatori in assoluto del derby con 11 reti. Da Costa ha realizzato 9 marcature in campionato e 2 in Coppa Italia, Totti ha segnato esclusivamente in partite di campionato ed è pertanto il miglior marcatore per quanto riguarda i derby disputati in Serie A. Il brasiliano andò a segno in 8 derby consecutivi tra campionato (6) e coppa (2), durante la sua militanza nella Roma, dal 1955 al 1960, stabilendo il primato assoluto di marcature. Il romanista Rodolfo Volk detiene il primato di reti consecutive nei derby di campionato, andando a segno per 7 gare, dal 1929 al 1932. Per la Lazio il migliore marcatore è Silvio Piola con 7 reti (di cui 6 in campionato e una in coppa), seguito da Ciro Immobile con 6 reti (4 in Serie A e 2 in coppa). Le tre marcature consecutive di Dejan Stanković nei derby di campionato tra il 2002 e 2003 risultano essere, a tutt'oggi, il primato dei biancocelesti.[133]
- Sergio Santarini è il giocatore ad aver segnato più autogol nella storia del derby romano, insaccando il pallone nella propria porta, nei rispettivi incontri del 14 marzo 1971 e dell'11 marzo 1973. Hanno realizzato un'autorete nel derby, i giocatori: Faotto (primo tra i laziali), Gualtieri, Janich, Clerici, Pulici, Negro,[134] Acerbi (primo tra i romanisti) e Rocca.
- Vincenzo Montella è il giocatore che ha segnato più gol in un unico derby: quattro reti, con il risultato finale di 5-1 a favore dei giallorossi, nella stagione 2001-2002.[133] Fino ad allora vi erano state tre triplette: due nella stagione 1933-1934: all'andata del romanista Ernesto Tomasi (Roma-Lazio 5-0) e al ritorno quella del laziale Alejandro Demaría, che con le sue marcature segnò la rimonta più corposa avvenuta in un derby (da 0-3 a 3-3). L'ultima in ordine di tempo, e l'unica tra le tre a essere stata realizzata in trasferta, è quella di Pedro Waldemar Manfredini che segnò tre dei quattro gol con cui la Roma superò la Lazio nel novembre del 1960.
- Il romanista Tammy Abraham ha segnato il gol più veloce nella storia del derby dopo 55 secondi di gioco, il 20 marzo 2022 (Roma-Lazio 3-0).[135]
- Arne Selmosson, Aleksandar Kolarov e Pedro sono gli unici giocatori ad aver segnato nel derby con entrambe le squadre: lo svedese Selmosson segnò per la Lazio il 3 marzo 1957 (Roma-Lazio 2-2) e il 16 marzo 1958 (Lazio-Roma 2-1), mentre per la Roma il 30 novembre 1958 (Lazio-Roma 1-3), il 12 aprile (Roma-Lazio 3-0) e il 18 ottobre 1959 (Roma-Lazio 3-0);[133] il serbo Kolarov segnò con la casacca della Lazio l'11 aprile 2009 (Lazio-Roma 4-2) e con quella della Roma il 29 settembre 2018 (Roma-Lazio 3-1) e il 1º settembre 2019 (Lazio-Roma 1-1); lo spagnolo Pedro segnò per la Roma il 15 maggio 2021 (Roma-Lazio 2-0) e per la Lazio il 26 settembre 2021 (Lazio-Roma 3-2).[136]
- Sven-Göran Eriksson, alla guida della Lazio, nella stagione 1997-1998 è stato il primo e finora unico allenatore a vincere quattro derby in una sola stagione (2 di campionato e 2 di coppa).[133] Il primato di vittorie consecutive in campionato è di quattro partite, condiviso tra il romanista Luigi Barbesino, con le vittorie nelle stagioni 1935-1936 e 1936-1937, e il laziale Tommaso Maestrelli, vittorioso nelle stagioni 1972-1973 e 1973-1974. Claudio Ranieri, alla guida della Roma, ha ottenuto quattro vittorie consecutive vincendo entrambi i confronti, nella stagione 2009-2010, e la gara di andata della stagione 2010-2011, finanche l'incontro di Coppa Italia del 19 gennaio 2011[137] ed ha il record di 5 vittorie ai primi 5 derby disputati, con la gara di andata della stagione 2024-2025 del 5 gennaio 2025.

## Strutture
Nel corso della storia del derby romano, furono cinque gli stadi utilizzati per disputare la sfida tra le due squadre. Il primo derby si disputò nel 1929 in casa della Lazio, allo Stadio della Rondinella; il campo non fu più riutilizzato, ed è quindi la Roma, con la vittoria del primo derby, ad aver vinto l'unico match giocato in questo stadio. La partita di ritorno si giocò in casa della Roma a Campo Testaccio, che verrà utilizzato per le partite in casa dei giallorossi fino alla stagione 1939-1940. Nello stadio situato nel quartiere di Testaccio vennero disputate dodici partite, di cui otto vinte dalla Roma. In questo periodo la Lazio giocò le partite casalinghe nello Stadio Nazionale, che in seguito all'abbattimento di Campo Testaccio venne utilizzato anche dalla Roma; nello stadio, che nel corso degli anni assunse anche il nome di Stadio del Partito Nazionale Fascista e Stadio Torino, le due squadre capitoline si affrontarono per quarantatré volte di cui diciassette vinte dalla Lazio e tredici dalla Roma.
Dal 1953 entrambe le squadre utilizzarono per gli incontri casalinghi lo Stadio Olimpico, dove ancora tutt'oggi giocano; nelle centoventisei partite disputate nello stadio situato nel complesso del Foro Italico, la maggior parte sono terminate in pareggio, ben quarantacinque, mentre il maggior numero di vittorie è stato conseguito dalla Roma, con quarantuno successi. Dal 1953 la struttura è stata sempre utilizzata dalle due società, tranne che nella stagione 1989-1990, in cui per permettere gli interventi di ristrutturazione in vista dei mondiali, le due squadre romane disputarono i loro incontri allo Stadio Flaminio: in questa stagione un derby fu vinto dai giallorossi, mentre l'altro finì in pareggio. Le statistiche riguardo ai risultati ottenuti dalle due squadre relative a ciascuno dei cinque impianti in cui si è disputato il derby di Roma sono raccolte nella seguente tabella:
|                | Stadio della Rondinella | Campo Testaccio | Stadio Nazionale | Stadio Flaminio | Stadio Olimpico |
| -------------- | ----------------------- | --------------- | ---------------- | --------------- | --------------- |
| Stadio         |                         |                 |                  |                 |                 |
| Capienza       | 15 000                  | 20 000          | 47 300           | 30 000          | 73 261          |
| Vittorie Lazio | 0                       | 2               | 17               | 0               | 32              |
| Vittorie Roma  | 1                       | 8               | 13               | 1               | 48              |
| Pareggi        | 0                       | 2               | 13               | 1               | 48              |

## Cronaca nera

### Il caso Vincenzo Paparelli

Il capitano laziale Pino Wilson parla con i suoi tifosi, per cercare di riportare l'ordine dopo la morte di Paparelli

Vincenzo Paparelli era un tifoso della Lazio rimasto ucciso a 33 anni il 28 ottobre 1979 nella curva nord dello stadio Olimpico a causa di un ordigno improprio lanciato da un tifoso romanista dalla curva opposta.
Il responsabile, successivamente identificato in Giovanni Fiorillo, fu condannato nel 1987 a sei anni e dieci mesi di detenzione.

### Il derby sospeso
Il 21 marzo 2004 sette tifosi della Roma invasero il terreno di gioco e intimarono al capitano giallorosso Francesco Totti di chiedere all'arbitro l'interruzione della partita a causa di un presunto evento funesto, in ottemperanza alla norma che stabiliva proprio tale possibilità.
Si diffuse sugli spalti, infatti, la voce, poi rivelatasi infondata, circa la morte di un bambino che sarebbe stato investito da una camionetta della polizia. In effetti molti spettatori videro, entrando nello stadio, un ragazzo disteso e coperto con un telo, ma nessuno spiegò al pubblico che era solo un malore dovuto alla respirazione di gas lacrimogeni sparati dalle forze dell'ordine nella zona della curva nord. L'ufficiale smentita da parte della polizia, diffusa tramite gli altoparlanti dello stadio, non fu in grado di levare ogni dubbio. Dopo 25 minuti di sospensione della partita, l'arbitro Rosetti, a seguito di una consultazione telefonica con il presidente della Lega Calcio, Adriano Galliani, decise di interrompere definitivamente la gara, ricordata negli anni successivi come "il derby del bambino morto". All'indomani dell'episodio, la Questura di Roma operò numerosi arresti negli ambienti delle tifoserie ultrà di Roma e Lazio, che dopo la sospensione dell'incontro si resero autrici di gravi intemperanze e incidenti al di fuori dello stadio.

## Partite a ranghi unificati
(Il Littoriale, 16 aprile 1944)
Nella lunga storia delle due società capitoline, contrassegnata dall'accesa rivalità tra le due compagini, ci furono alcune occasioni in cui giocatori di Lazio e Roma giocarono uniti sotto un'unica divisa per rappresentare l'Urbe. La prima volta che ciò avvenne fu il 26 dicembre 1928, in una partita arbitrata dal romano Antonio Biolghini in cui ad affrontare i cechi del Viktoria Žižkov ci fu una squadra mista formata da giallorossi e biancocelesti; i cechi si portarono subito in vantaggio con Novak, ma la reazione dei capitolini fu travolgente, e a trafiggere Zeman, il portiere avversario, furono prima Volk, poi Pardini e Fasanelli, e infine nuovamente Volk; Novak mise a segno il suo secondo gol, portando il risultato sul 4-2 che rimarrà l'esito finale della partita. A scendere in campo da titolari per la rappresentativa romana furono Barzan, D'Aquino, Degni, Benatti, Fasanelli e Volk per la Roma e Sclavi, Bottacini, Caimmi, Pardini e Griggio per la Lazio, indossando una maglia bianca recante una lupa blu ricamata sul petto e con dei calzoncini neri. La stessa maglia fu utilizzata anche qualche giorno dopo, il 1º gennaio 1929, nella partita tra la rappresentativa romana e l'Hungaria disputata, come la precedente, allo Stadio Nazionale. L'incontro arbitrato dal romano De Santis, disputato sotto una pioggia incessante che rese il terreno pesante, fu condotto dagli ungheresi grazie alla doppietta nel primo tempo di Hirzer e al gol di Molnar; ad accorciare le distanze fu Fasanelli, servito da Bernardini, prima che Hirzer segni il suo terzo gol. Nel finale le reti di Bernardini e Chini non bastarono per completare la rimonta e la partita si concluse sul 4-3 a favore degli ungheresi.
L'eccezionale evento si ripeté nuovamente il 26 dicembre 1930, quando durante una tournée di squadre straniere in Italia nel periodo natalizio, si venne a formare nuovamente una rappresentativa romana per affrontare gli ungheresi del Sabaria. Disputata a Campo Testaccio, dove i capitolini scesero in campo con i colori giallorossi, la partita fu vinta dai padroni di casa per 3-2, pur non convincendo del tutto, a causa della mancata intesa tra giocatori di Lazio e Roma. Campo Testaccio era stato già abbattuto da qualche anno quando le due squadre si unirono nuovamente per una partita: fu il 16 aprile 1944, in pieno periodo bellico, in un incontro che puntava a mettere di fronte i migliori giocatori del settore calcistico romano: da una parte gli Assi, composta da giocatori affermati di grande fama, tutti selezionati tra le file di Lazio e Roma, e dall'altra parte i Giovani, giocatori promesse del calcio romano scelti dalle altre otto squadre del campionato romano di guerra; gli Assi, selezionati da Dino Canestri, scesero in campo con Gradella, Pastori, Valenti, Gualtieri, Andreolo, Milano, Krieziu, Borsetti, Amadei, Manola e Koenig, indossando una maglia biancazzurra, mentre i Giovani, che contavano calciatori di Vigili del Fuoco, Tirrenia, Avia, Alba, Mater e Juventus Roma, scesero in campo con una maglia giallorossa. La squadra dei grandi campioni come era prevedibile si portò subito in vantaggio, e dopo mezz'ora di gioco il risultato era fissato sul 3-0 grazie alla tripletta di Koenig; ma incredibilmente i Giovani riuscirono a rispondere lasciando da parte il timore, segnando tre reti che decisero il risultato finale, 3-3.

Giordano e Di Bartolomei schierati in campo prima della partita benefica tra "Romani" e "Resto d'Italia" del 19 novembre 1979. Sul petto delle loro maglie, cuciti assieme, i due simboli di Lazio e Roma.

Sempre durante il periodo bellico, il 4 febbraio 1945, le due squadre capitoline diedero vita a una formazione mista per affrontare, per un'iniziativa benefica, una rappresentativa inglese formata da militari della British Army. Il match si disputò allo Stadio del Partito Nazionale Fascista, al quale accorsero circa 20 000 persone per assistere alla partita che fu un trionfo di correttezza e sportività; i romani, scesi in campo con maglia bianca e calzoncini neri, furono Rega, Pastori, Andreoli, Gualtieri, Andreolo, Manola, Krieziu, Dagianti, Amadei, Lombardi e Koenig; quest'ultimo si confermò uno dei giocatori più prolifici in queste speciali occasioni, segnando una doppietta. Un terzo gol fu segnato da Krieziu, che garantì ai romani la vittoria per 3-1 sui britannici, che andarono a segno solamente una volta con Rudd.
Nel 1973 i giocatori delle due squadre tornarono a unirsi sotto un'unica livrea per sfidare, il 1º novembre, il CSKA Mosca, in quel periodo conosciuto come Armata Rossa perché sotto il diretto controllo del Ministero dell'Esercito. Davanti a 50 000 spettatori accorsi all'Olimpico, i russi sconfissero per 1-0 la rappresentativa mista capitolina; i giocatori di Roma e Lazio, che indossavano una maglia bianca con tre bande verticali, rossa, blu e gialla, e dei calzoncini bianchi, delusero i tanti appassionati di calcio presenti allo stadio, dimostrando poca intesa e poco impegno; in particolare i giocatori dell'attacco atomico della rappresentativa non rispettarono le attese, non riuscendo a segnare nemmeno un gol.
L'ultimo incontro, a oggi, in cui le due squadre scesero in campo con formazioni miste fu giocato il 18 novembre 1979, quando venne disputato un derby per ricordare la tragica morte di Vincenzo Paparelli, avvenuta meno di un mese prima, e per devolvere gli incassi della partita alla famiglia del defunto. La partita, a cui assistettero 19 006 tifosi paganti, venne chiamata in vari modi, come derby amichevole, derby pro-Paparelli, derby dell'amicizia o derby della solidarietà. I giocatori dei club si divisero in due squadre: i Romani, composti da Cacciatori, Tassotti, Amenta, Peccenini, Manzoni, Spinosi, Manfredonia, Rocca, Conti, Scarnecchia, Montesi, A. Lopez, Giordano, Di Bartolomei e D'Amico, guidati dalla panchina da Roberto Lovati e con una maglia verde petrolio con dettagli bianchi e calzoncini verdi; ad affrontarli la squadra Resto d'Italia, formata da Tancredi, Santarini, Maggiora, Citterio, Pighin, Wilson, Turone, Benetti, De Nadai, Garlaschelli, Viola, Pruzzo, Nicoli, Ancelotti e Ugolotti, guidati da Liedholm e con una maglia bianca con dettagli verdi e calzoncini bianchi; entrambe le maglie, invece, riportavano sul petto sia lo stemma della Roma, sia quello della Lazio. La partita fu vinta dal Resto d'Italia per 2-1, con a segno Pruzzo per due volte e Giordano su rigore.

## Cinema e televisione

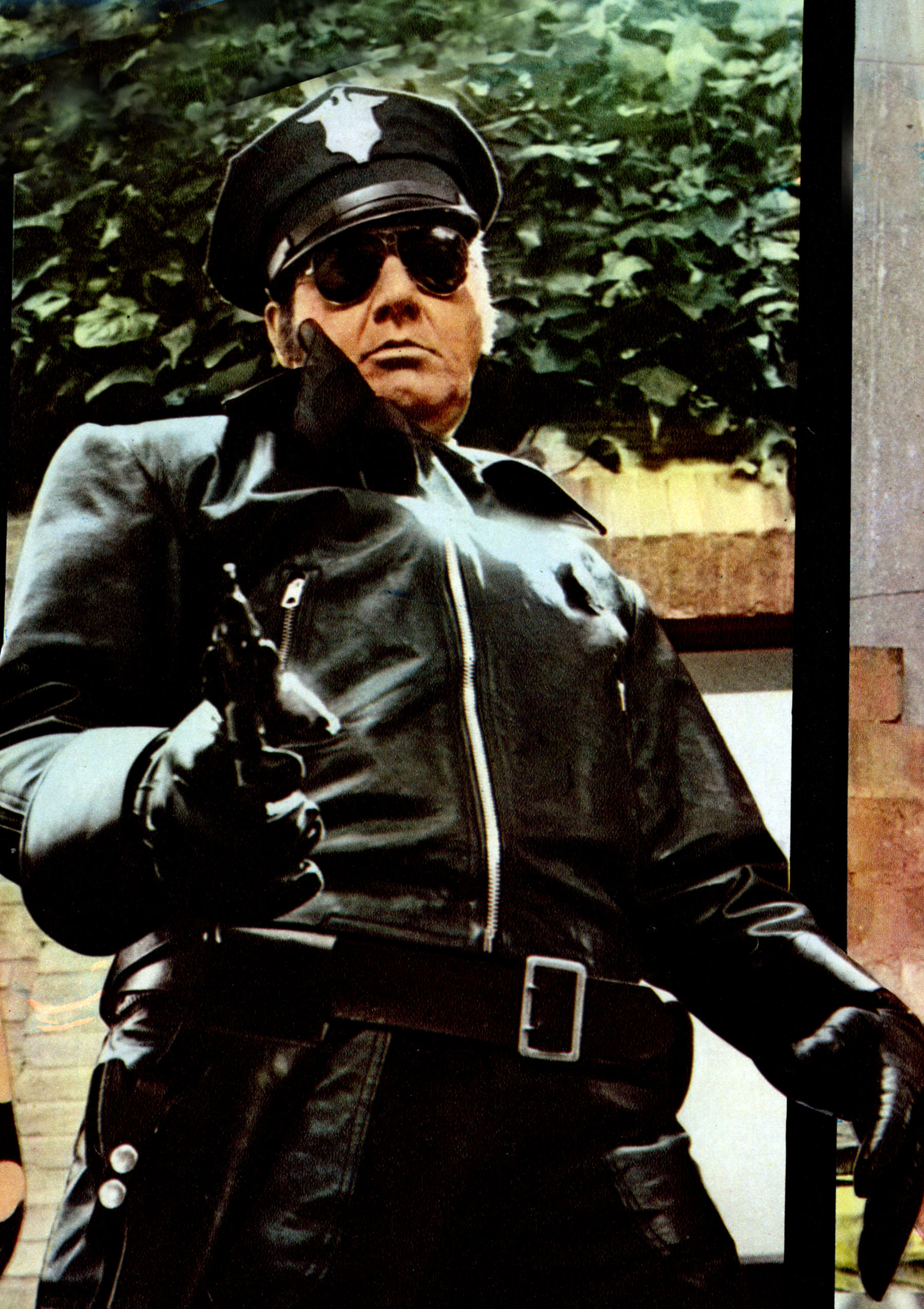
Alberto Sordi nelle vesti di Nando Moriconi

La rivalità tra Lazio e Roma fin dalle sue origini è stata più volte rappresentata nei suoi aspetti più vari, sia sul piccolo che sul grande schermo.
Alla fine del film Un giorno in pretura (1953), il romanista Ferdinando Mericoni l'americano (Alberto Sordi) incontra allo stadio, durante un derby Roma-Lazio, il pretore (Peppino De Filippo) che lo ha già condannato per atti osceni; nasce una rissa ed entrambi vengono condotti nuovamente in pretura.
Nel 1957 il derby capitolino compare nel film Il marito, commedia diretta dal laziale Nanni Loy e Gianni Puccini, in cui il romanista Alberto Sordi dal balcone se la prende con i tifosi biancazzurri intenti a recarsi allo stadio per il derby. Molti anni più tardi, nel 1975, Sordi ribadisce il suo attaccamento ai colori giallorossi nei panni di Nando Moriconi nella commedia Di che segno sei?
Ancora, nel film Ladro lui, ladra lei (1958), di Luigi Zampa, Ettore Manni, laziale, è allo stadio a vedere il derby con gli amici Mario Riva, Mario Carotenuto e Alberto Bonucci, tutti romanisti, quanto meno nel film. Sono inquadrate alcune immagini di derby realmente giocati, anche se il punteggio finale di 4-1 per la Roma, è un'invenzione cinematografica.
Nel film Squadra antifurto del 1976, della serie di Nico Giraldi interpretato da Tomas Milian, sono presenti scene del derby del 1973 oltreché del gol realizzato dal centravanti laziale Giorgio Chinaglia.
Nel 1982 il film Il tifoso, l'arbitro e il calciatore mette in scena un derby reso comico da Amedeo, interpretato da Pippo Franco, che per non scontentare né il padre, romanista, né il suocero, laziale, si cimenta in rocamboleschi cambi di colori per assistere al derby alternandosi tra una curva e l'altra, salvo poi essere scoperto.
Nel 1991 Ricky Tognazzi tenta di mettere in luce gli aspetti più controversi delle tifoserie, come emarginazione e violenza, nel film Ultrà, che sancì la spaccatura tra Claudio Amendola, che interpretava un ultrà romanista, e la Curva Sud. Tuttavia la frattura con i supporter giallorossi non impedisce all'attore di manifestare la sua fede giallorossa: così, nella serie televisiva I Cesaroni, nella bottiglieria che gestisce insieme ad Antonello Fassari, è presente una lavagnetta in cui si ricorda il derby terminato 4-1 del 21 novembre 1999.
Il derby di Roma fa una piccola comparsa anche nel film Mangia prega ama, del 2010, dove Julia Roberts, impersonando la scrittrice Elizabeth Gilbert, assiste, in un bar gremito di tifosi giallorossi, al derby, esultando alla rete decisiva di Amantino Mancini, sebbene nel romanzo da cui è stata tratta la pellicola, la scrittrice sia simpatizzante per i biancocelesti. Nel 2015 il derby capitolino fa da sfondo al confronto finale tra i due protagonisti del film Lo chiamavano Jeeg Robot, quando Claudio Santamaria, nei panni di Jeeg, cerca di fermare lo Zingaro, interpretato da Luca Marinelli, intenzionato a compiere una strage facendo esplodere una bomba all'Olimpico proprio durante la stracittadina.
Chi invece dedica un intero documentario al derby capitolino è l'attore inglese Danny Dyer, che nella sua serie di documentari Ultras nel mondo: curve infuocate si addentra alla scoperta del mondo ultrà biancoceleste e di quello giallorosso, assistendo al derby alternandosi tra una curva e l'altra.
Destò invece curiosità e scalpore la scommessa dello stilista Vincenzo Ferdinandi, che nel marzo del 1958 a seguito del risultato di un derby, fece sfilare per Via Veneto, undici mucche addobbate con dei mutandoni giallorossi.